# Réserve naturelle régionale de la carrière des Nerviens
Vous lisez un « article de qualité » labellisé en 2013.
La réserve naturelle régionale de la carrière des Nerviens (RNR200) est une réserve naturelle régionale de la région Hauts-de-France (France) créée le 25 mai 2009 afin de protéger un site possédant des plantes rares, d'une superficie un peu supérieure à trois hectares. Elle est localisée dans les communes de Bavay et de Saint-Waast, dans le département du Nord.
Il s’agit d’une ancienne exploitation de grès du Famennien, nommés psammites ou arkoses selon les auteurs, remblayée dans les années 1970 par des marnes. Ce « sol » neuf a été recolonisé par une végétation pionnière, qui coexiste aux côtés d'un boisement mature, constituant ainsi une mosaïque d'habitats.
La réserve doit son classement à la présence de quinze plantes d'intérêt patrimonial, dont plusieurs espèces protégées dans la région, et de trois formations végétales inscrites à la Directive habitats. Cette flore est liée aux sols riches en calcium. Elle doit également sa richesse à la double influence climatique, à la fois océanique et continentale. La réserve joue également un rôle dans la trame verte locale.
Le CPIE Bocage de l'Avesnois en est le propriétaire et le gestionnaire. L'objectif principal du plan de gestion consiste à préserver la diversité actuelle. Pour cela, des chantiers de gestion sont régulièrement organisés, principalement pour éviter le boisement du milieu et pour lutter contre les plantes invasives. Les objectifs secondaires sont d'y mener des missions d'éducation, d’interprétation et de valorisation du patrimoine local, d'en améliorer la connaissance faunistique et d'y assurer un suivi floristique.

## Géographie

### Localisation

Position du site (en rouge), à l'ouest du centre-ville de Bavay.

La réserve de la carrière des Nerviens est situé au cœur de l’Avesnois entre les villes de Valenciennes et de Maubeuge, dans le département du Nord, en région Hauts-de-France.
Elle se trouve à 500 mètres au sud de la route départementale 649 et à un kilomètre à l’ouest du centre-ville de Bavay, sur son territoire et celui de Saint-Waast.
La réserve est de forme triangulaire ; elle est longée au sud par la route départementale 942, au nord-est par la ligne de Valenciennes-Faubourg-de-Paris à Hautmont et d'Escaudœuvres à Gussignies et à l’ouest par le chemin communal dit de Rametz.
Sa surface est de 3,11 hectares,. Le CPIE Bocage de l'Avesnois est également propriétaire d'une parcelle de l'autre côté de la voie ferrée. Ce terrain n'est pas encore inclus dans la réserve mais le sera lors du renouvellement de l'agrément.

### Relief
Le site de la carrière des Nerviens se situe dans la vallée du ruisseau de Bavay, entre 110 et 115 mètres d'altitude. Il est marqué par une dénivellation nord-sud globale de −5 mètres. Une butte, située au nord-ouest du site, culmine à environ 6 mètres au-dessus du chemin de Rametz ; elle résulte de l'accumulation de déblais. À la fin de l'exploitation de la carrière, elle fut comblée essentiellement de marnes provenant de la carrière de Bellignies ; depuis la fin du XXe siècle, la zone a été totalement recolonisée par la végétation spontanée.

### Géologie
Les terrains paléozoïques plissés affleurant dans la région de Bavay - Saint-Waast constituent le substratum du flanc oriental de l'anticlinal du Mélantois où le Crétacé transgressif (craie du Turonien et du Sénonien) s'amincit et peut disparaître par érosion. Les terrains du socle hercynien relevés à l'est par un accident structural important de type horst, apparaissent alors localement. Dans ces terrains paléozoïques, le Dévonien présente une assise gréseuse d'âge fammenien inférieur où se situent les niveaux ayant fait l'objet d'une exploitation,.

#### Formations géologiques du site

##### Niveau exploité
La roche qui était exploitée est constituée d'arkoses du Famennien, également appelés psammites par d'autres auteurs. Vers -360 millions d'années, la poussée des plaques formant le Gondwana soulève le fond marin. Parallèlement, une glaciation se produit dans les régions proches des pôles. La mer se retire et se déposent alors des sédiments détritiques constitués de sables et d'argiles qui donneront de gros bancs de grès dur à rides de courant, alternés avec des niveaux plus ou moins schisteux selon leur teneur en argile.
À la base du gisement, ces grès sont brun rougeâtre, très micacés et schistoïdes, contenant parfois des nodules calcaires, des concrétions ferrugineuses et des empreintes végétales ; vers le haut, ils sont grisâtres, quartzeux. C'est l'assise d'Aye, comprenant des brachiopodes de la famille des Spiriféridés, notamment Cyrtospirifer verneuili, et des Rhynchonellidés, comme Rhynchonella pugnus et R. boloniensis, quelques Orthoceras, Orthis striatula ou Atrypa reticularis,. Le feldspath et les micas bien conservés proviennent probablement de l'érosion éolienne, sous un climat semi-aride, d'un massif présent dans les Pays-Bas actuels et se prolongeant vers Dusseldorf.

##### Niveau inférieur

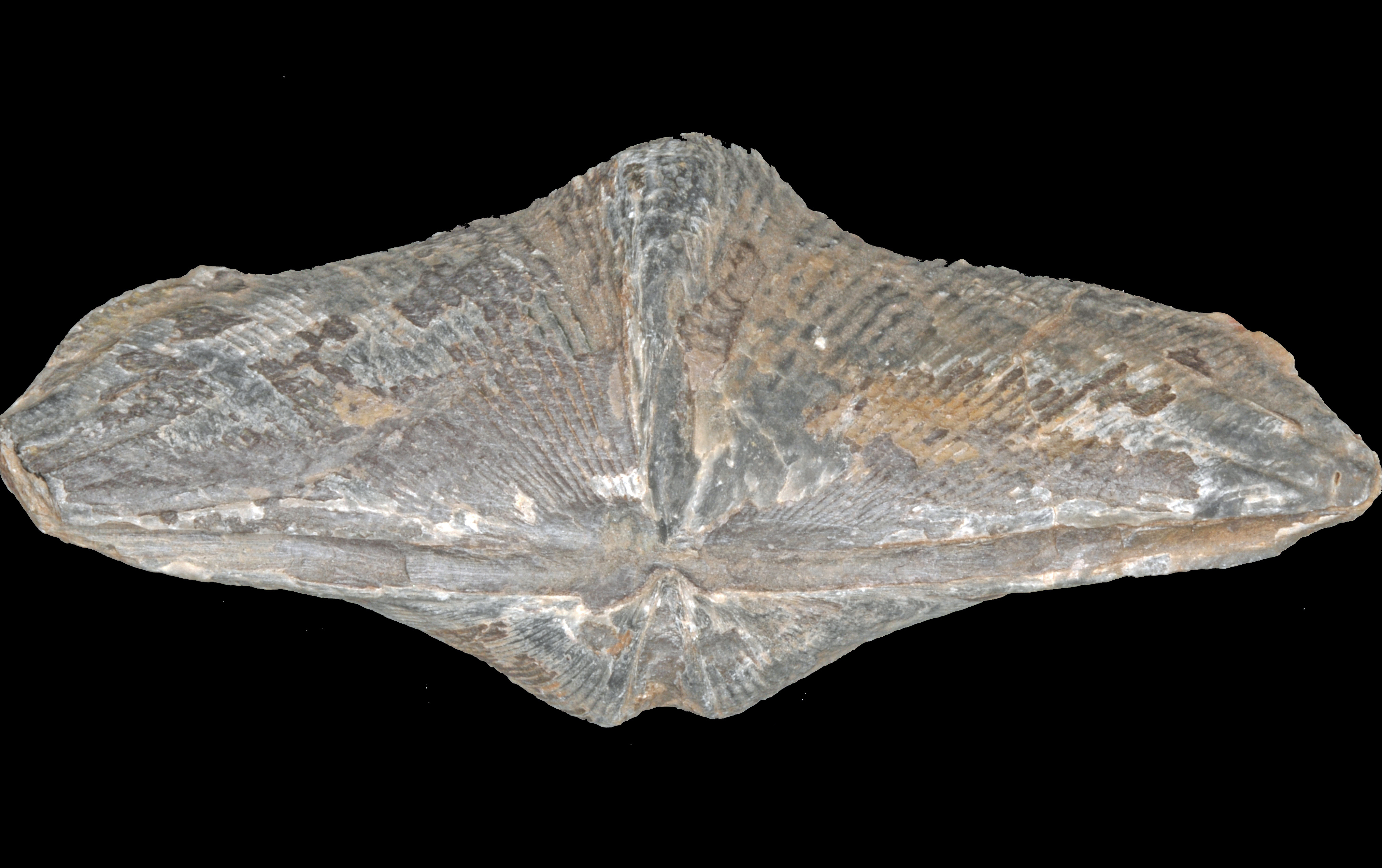
Cyrtospirifer verneuili est une espèce éteinte de Brachiopode, présente sous forme fossile dans la réserve.

Sous le Famennien, le Frasnien est constitué, de haut en bas, par des schistes grisâtres noduleux, micacés, riches en fossiles : Cyrtospirifer verneuili, Spirigera concentrica, Atrypa reticularis, Orthis striatula, Productus subaculeatus, Acervularia pentagona. Puis en dessous des bancs de calcaire construit gris bleuâtre, riches en coraux : Phacellophyllum caespitosum, Thamnopora boloniensis alternent avec des calcaires noirs schisteux et noduleux renfermant Cyrtospirifer verneuili et Phacellophyllum caespitosum. Ces bancs sont issus de l'envasement des biostromes frasniens il y a 370 millions d'années environ.

##### Niveaux supérieurs
Cette assise famennienne représente ici le sommet de la série paléozoïque plissée à pendage nord. Au-dessus, le Crétacé supérieur trangressif repose en discordance. Il comprend du bas vers le haut un conglomérat de galets de roches paléozoïques remaniées enrobées dans une matrice formée de marne sableuse et glauconieuse, des sables argileux grossiers, verdâtres car glauconieux, contenant Chlamys asper, Ostrea diluviana mais aussi Praeactinocamax plenus et enfin des marnes à Terebratulina gracilis. Ces terrains appartenant au Cénomanien-Turonien se sont déposés entre -90 et -100 millions d'années, lors d'une phase transgressive.
Il y a 50 millions d'années, lors du Sparnacien, appelé localement le Landénien, se forme la marne de la Porquerie. Elle provient de l'altération des terrains crétacés et prend la forme d'une argile plastique brune ou verdâtre, sans fossiles. Les silex normalement présents à la base du gisement n'ont pas été signalés par Ladrière 1881.
Cette assise est recouverte de limons composés d’argile et de sable et ici de silex et de débris de poteries romaines, âgés de la fin du Néogène. Son origine peut être attribuée à l’altération des roches sous-jacentes et à l'érosion éolienne.

#### Nature géologique des remblais

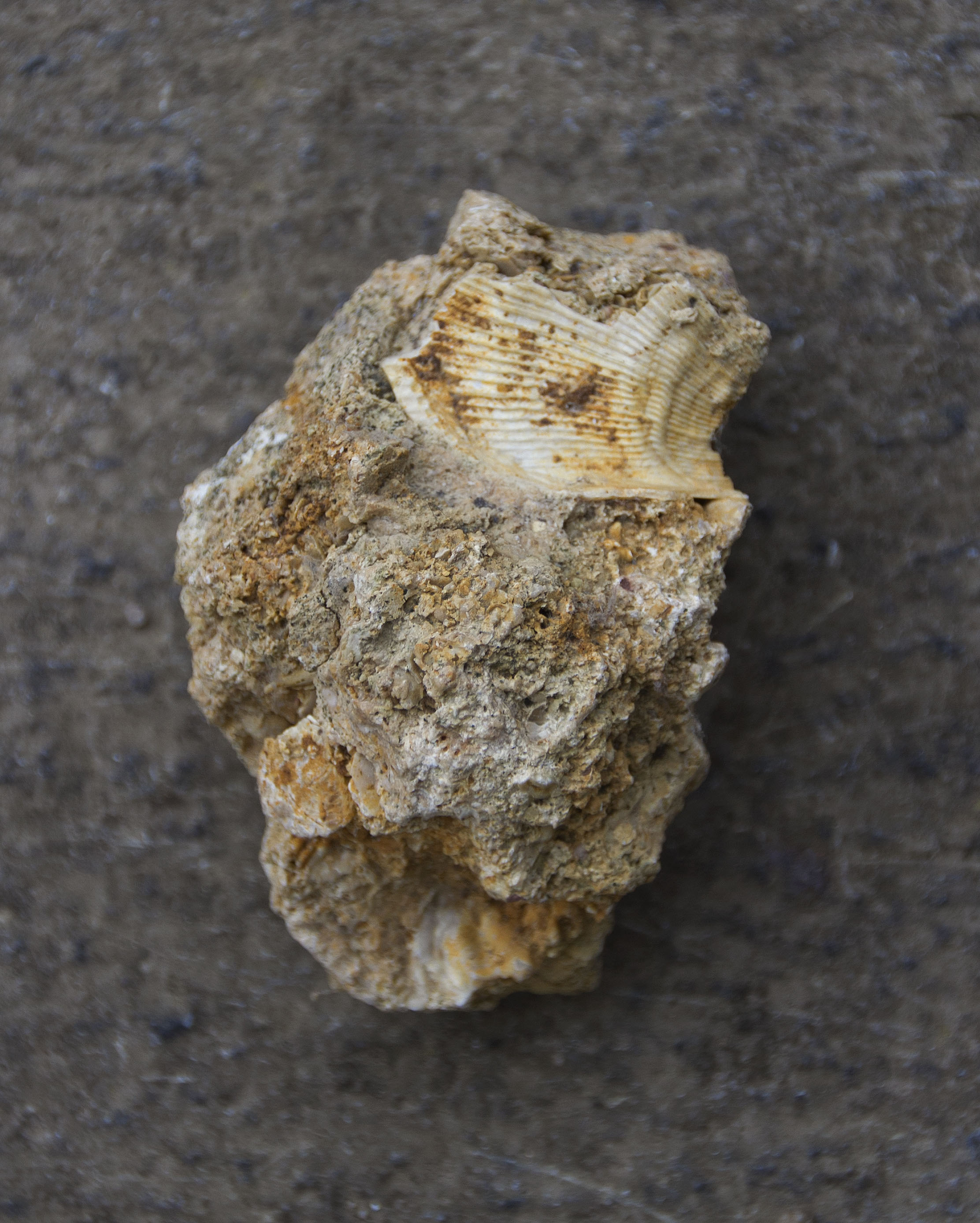
Sarrasin de Bettrechies.

Les roches ayant servi à remblayer la carrière sont celles qui surmontent le calcaire du Givétien exploité dans la carrière de Bellignies. En l'occurrence, il s'agit d'une part du sarrasin de Bettrechies, un calcaire coquillier grossier, gris en profondeur, jaunâtre à l'affleurement, détritique et ferrugineux daté du Cénomanien inférieur, il y a une centaine de millions d'années ; et d'autre part des marnes argileuses et très glauconieuses du Cénomanien supérieur, il y a 94 millions d'années, enrichies d'un conglomérat de galets de roches du primaire. Ces roches contiennent Praeactinocamax plenus, Chlamys asper, Ostrea diluviana et des fossiles roulés : Janira quadricostata, Cyprina ligeriensis, Arca mailleana. On y trouve enfin des marnes bleuâtres du Turonien inférieur, formées il y a 90 millions d'années.

### Hydrologie
La réserve de la carrière des Nerviens se situe dans le bassin versant de l’Escaut, plus précisément dans le vallon du ruisseau de Bavay, affluent de l’Hogneau. Surélevée, la réserve n’est pas en contact avec ce cours d'eau. Elle est donc alimentée en eau seulement par les précipitations, retenues par la nature marneuse du sol.

### Climat
Les précipitations régulières et l’absence de période de sécheresse, ainsi que la dominance de vents orientés sud - sud-ouest, vecteurs de pluie, confirment l’influence du climat océanique. Cependant, la variabilité peu marquée des précipitations entre les saisons, l’amplitude thermique modérée, ainsi que la forte proportion (69,8 %) de vents faibles (inférieurs à 4 m/s) par rapport aux vents forts (3,2 %, vents supérieurs à 8 m/s) sont typiques d’une influence continentale. Cette combinaison est typique d'un climat océanique altéré, une zone de transition entre le climat océanique et semi-continental, caractérisé par des hivers doux et des étés frais.
La réserve de la carrière des Nerviens est située dans une zone de transition entre deux climats. Cela influe sur la diversité spécifique constituée d'espèces caractéristiques de ces deux climats, en limite de leur aire de répartition. Par exemple, la Jacinthe des bois (Hyacinthoides non-scripta) est une espèce typiquement du domaine atlantique, alors que le Grand pétasite (Petasites hybridus) est plus continental.

## Histoire du site et de la réserve

### Histoire de la carrière

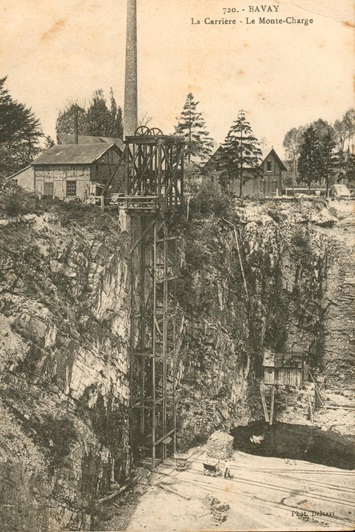
Carte postale du site vers 1900.

Le site est une ancienne carrière exploitée dès la fin du XIXe siècle pour son gisement de grès par l’entreprise Chevallier & Cie où travaillaient près de 70 ouvriers, dont 25 mineurs. En 1909, la production annuelle était de 12 000 m3 de macadam, 500 m3 de ballast et de 25 000 m3 de pavés.
Les trous de mine étaient forés manuellement. Les blocs de pierre étaient divisés à l'aide d'une masse et d'une refenderesse. Les pierres obtenues étaient ensuite classées à l’œil en moellons à pavés et en moellons à macadam. Les premiers étaient épincés : les aspérités étaient supprimées par les épinceurs pour constituer des pavés réguliers. Ils étaient ensuite triés selon leur taille, les emplois différents. Les seconds étaient concassés dans un concasseur à mâchoires. Les débris étaient séparés mécaniquement selon leur taille. Chaque granulométrie avait un emploi particulier. Le macadam, constitué de cailloux compris entre 2 et 8 cm servait pour la construction et l'entretien des routes. Le ballast est un gravier de 10 à 20 mm employé pour le béton. La grenaille, de 2 à 10 mm, était employée pour du béton ou en revêtement de cheminements dans les parcs et jardins. Le poussier fin, de 0 à 2 mm, permet de constituer de fausses pierres, des tuyaux en béton, etc..
L’activité a cessé au début des années 1960 (1962-1965) ; les pierres extraites n’étant plus de qualité suffisante. Après cet arrêt d'activité, le trou laissé par l'exploitation fut progressivement comblé de marnes provenant de la carrière de Bellignies, entre 1971 et 1978. Depuis, le site a été totalement recolonisé par la végétation spontanée, formant différentes strates : arborée, arbustive et herbacée.

### Création de la réserve naturelle régionale

Limites physiques de la réserve.

En 2001, un particulier attire l'attention du CPIE Bocage de l'Avesnois sur la richesse de la zone. L'association réalise alors les premiers inventaires. Parallèlement, elle contacte les cinq propriétaires pour envisager une maîtrise foncière. La commune de Bavay, la carrière de Bellignies (SECAB) et un particulier lui vendent leur propriété en 2003. Le CPIE Bocage de l'Avesnois devient ainsi propriétaire de 85 % du site. Dès lors, l'association met en œuvre les premières actions de gestion écologique du site et définit le premier plan de gestion.
L'association obtient en 2009 l'agrément en réserve naturelle régionale pour une durée de 20 ans.
Le nom de la réserve rappelle l'ancienne activité industrielle du site tout en évoquant le passé gallo-romain de Bavay, lorsque Bagacum était capitale des Nerviens.
Le 22 janvier 2015, un propriétaire riverain confie par convention la gestion de deux parcelles. La surface gérée de manière écologique est donc portée à 3,87 hectares.

## Écologie (biodiversité, intérêt écopaysager…)

### Unités écologiques

Carte des habitats présents dans la réserve.

Le site de la carrière des Nerviens est caractérisé par une mosaïque de 17 formations végétales, regroupables en trois grands types d’unités écologiques : des zones ouvertes herbacées, des zones buissonnantes et des zones boisées.
Parmi celles-ci, trois sont inscrites à l’annexe I de la Directive 92/43/CEE dite « Directive Habitats ». Le groupement de pente rocheuse ombragée à Scolopendre (Phyllitis scolopendrium) au sein d'une association végétale Cystopterido fragilis-Asplenietum scolopendrii (code 8210 de l’EUR15 ; code Corine : 62.1) est considéré comme exceptionnel, avec un degré d'incertitude dans le Nord-Pas-de-Calais. La mégaphorbiaie à Grand pétasite (Petasites hybridus) (code 6430 de l’EUR 15 ; code Corine : 37.714), présente dans la région en limite de son aire de répartition possède également le statut d'exceptionnel. L'ourlet forestier à Silène dioïque (Silene dioica) et Myosotis des bois (Myosotis sylvatica) (Sileno dioicae - Myosotidetum sylvaticae) est très rare régionalement.
Trois sont déterminantes ZNIEFF : les lisières mésophiles, les franges des bords boisés ombragés et la chênaie-charmaie.
La clairière herbacée basse à Gesse des bois (Lathyrus sylvestris) et Réglisse sauvage (Astragalus glycyphyllos), au sein de l'association végétale Lathyro sylvestris – Astragaletum glycyphylli, possède quant à elle un intérêt patrimonial régional.

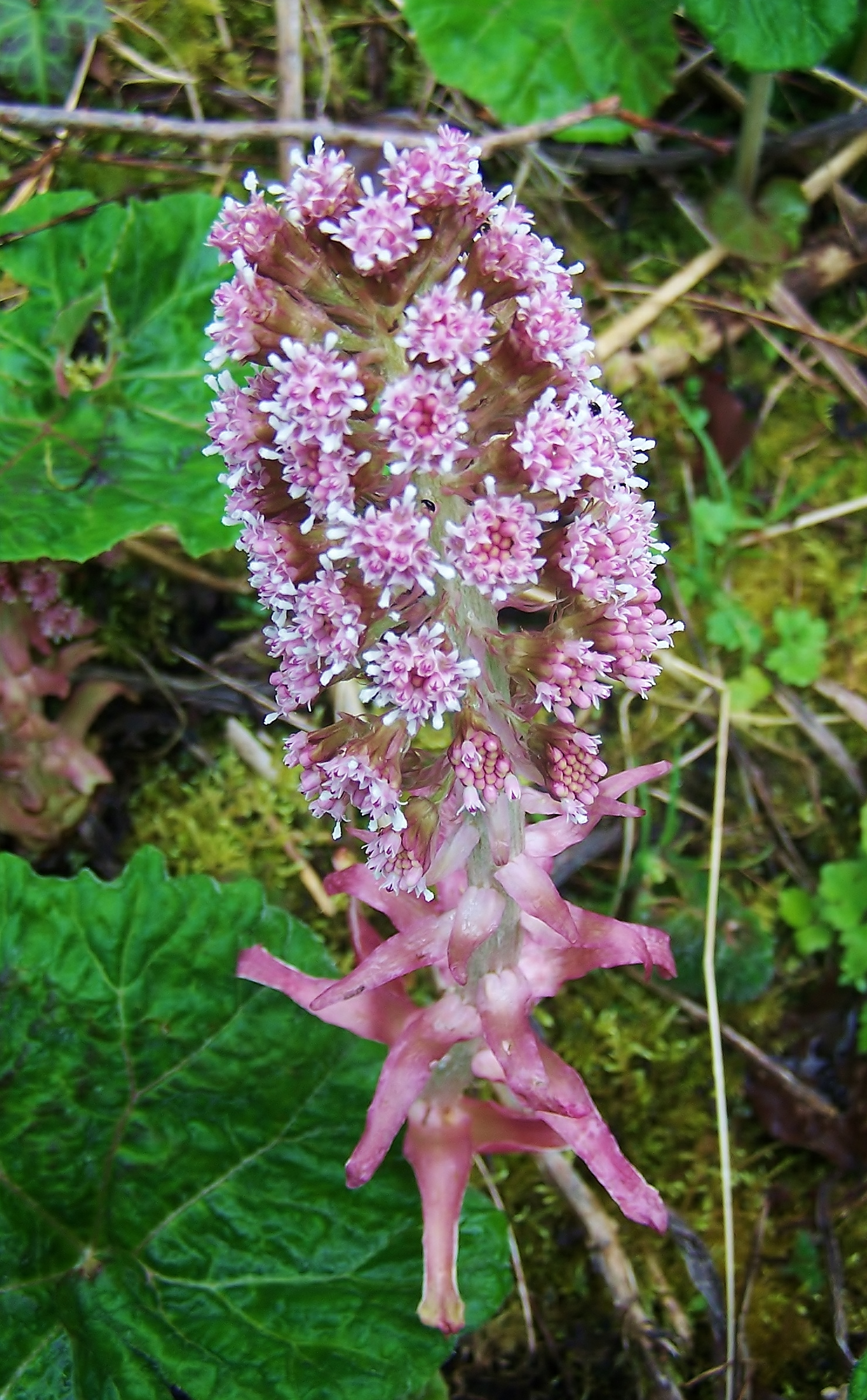
Grand pétasite
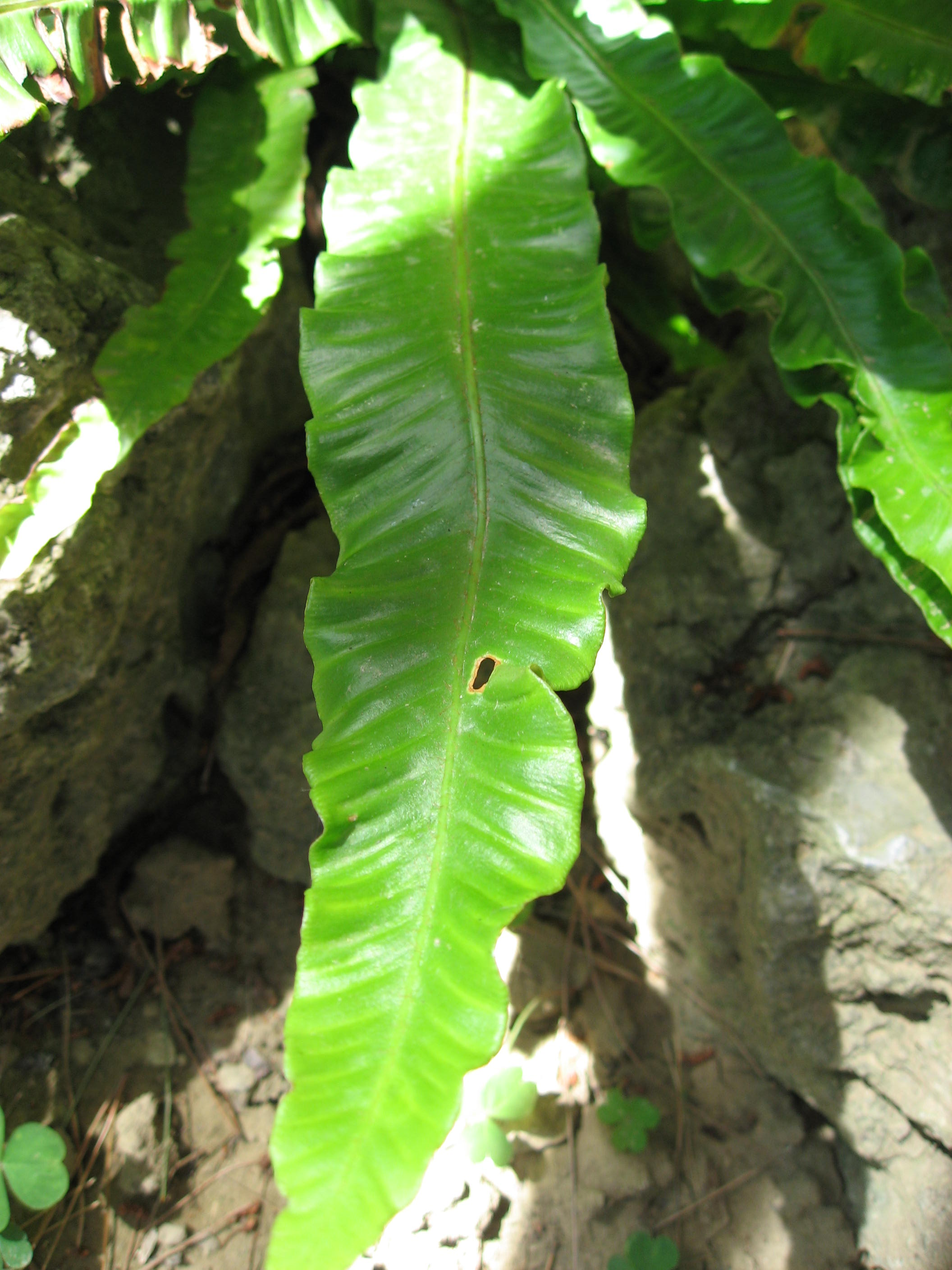
Scolopendre
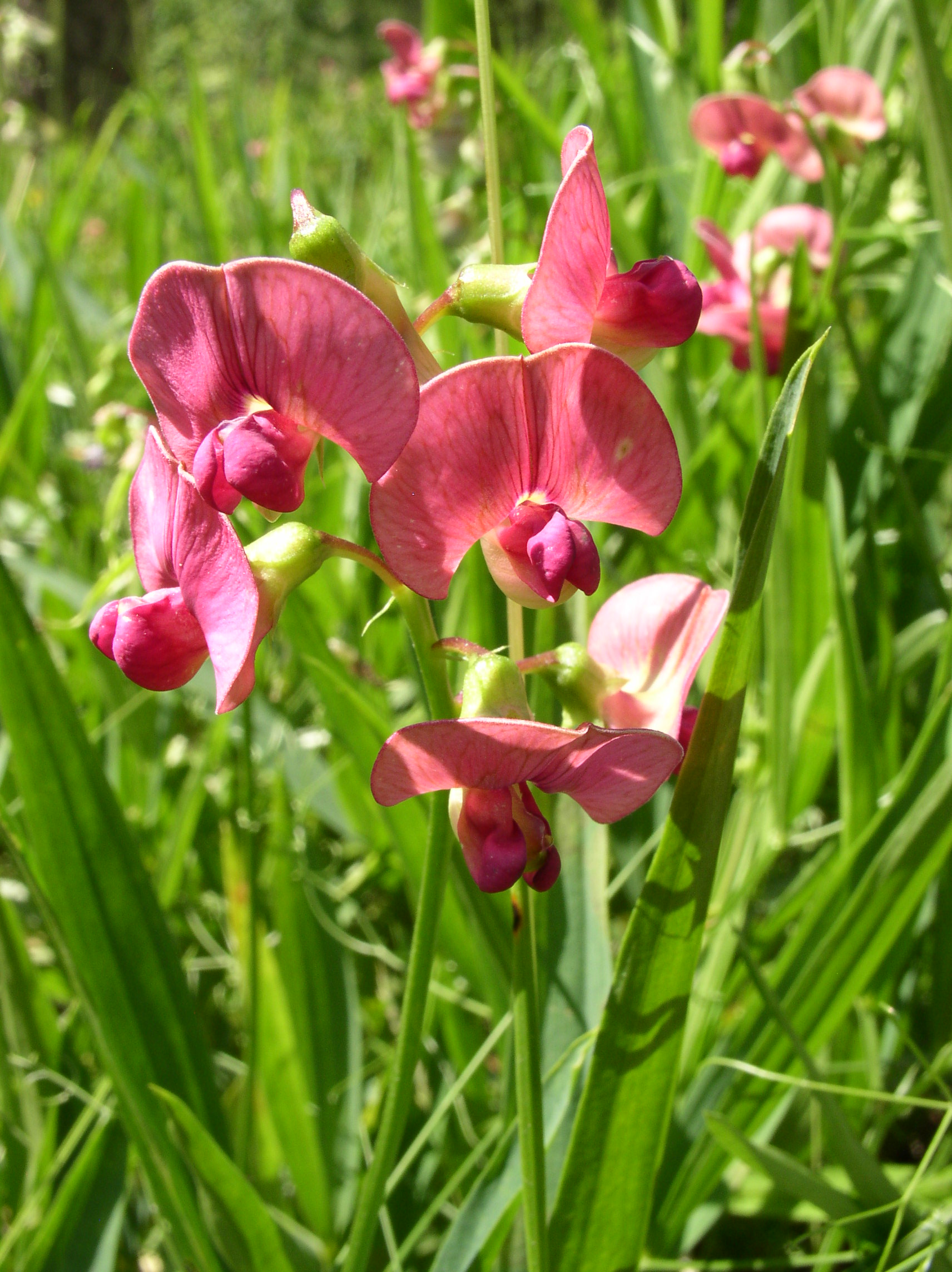
Gesse des bois

### Flore

#### Plantes vasculaires
La Carrière des Nerviens abrite 171 espèces végétales dont 15 d'intérêt patrimonial,.
Les douze premières ont été inventoriées dès 2003 et leurs populations sont depuis suivies. Le sous-bois clair abrite le Dactylorhize de Fuchs (Dactylorhiza fuchsii) et la Pyrole à feuilles rondes (Pyrola rotundifolia). L'Astragale réglisse (Astragalus glycyphyllos) et la Gesse des bois (Lathyrus sylvestris) sont présentes dans une clairière herbacée basse. La population de Platanthère à deux feuilles (Platanthera bifolia) est située dans un boisement pionnier. Dans la clairière à Calamagrostide et en bordure d’un bosquet pionnier croît l'Orchis pyramidal (Anacamptis pyramidalis),. L'Ophrys abeille (Ophrys apifera) et l'Homme-pendu (Orchis anthropophora) poussent un peu partout, sauf dans les bosquets matures. Dans les divers ourlets sont présents le Myosotis des bois (Myosotis sylvatica) et le Trèfle intermédiaire (Trifolium medium). Une mégaphorbiaie accueille le Grand pétasite (Petasites hybridus).
Sept plantes du site sont protégées au niveau régional selon l'Arrêté du 1er avril 1991 relatif à la liste des espèces végétales protégées en région Nord-Pas-de-Calais complétant la liste nationale : le Dactylorhize de Fuchs, l'Orchis homme-pendu, l'Ophrys abeille, le Trèfle intermédiaire, la Réglisse sauvage, la Gesse des bois et le Myosotis des bois.
Réalisée pour la première fois en 2013, la prospection du bois au nord de la voie ferrée a révélé trois espèces communes mais réglementées par arrêté préfectoral : la Jonquille sauvage (Narcissus pseudonarcissus), la Jacinthe des bois (Hyacinthoides non-scripta) et le Muguet de mai (Convallaria majalis).

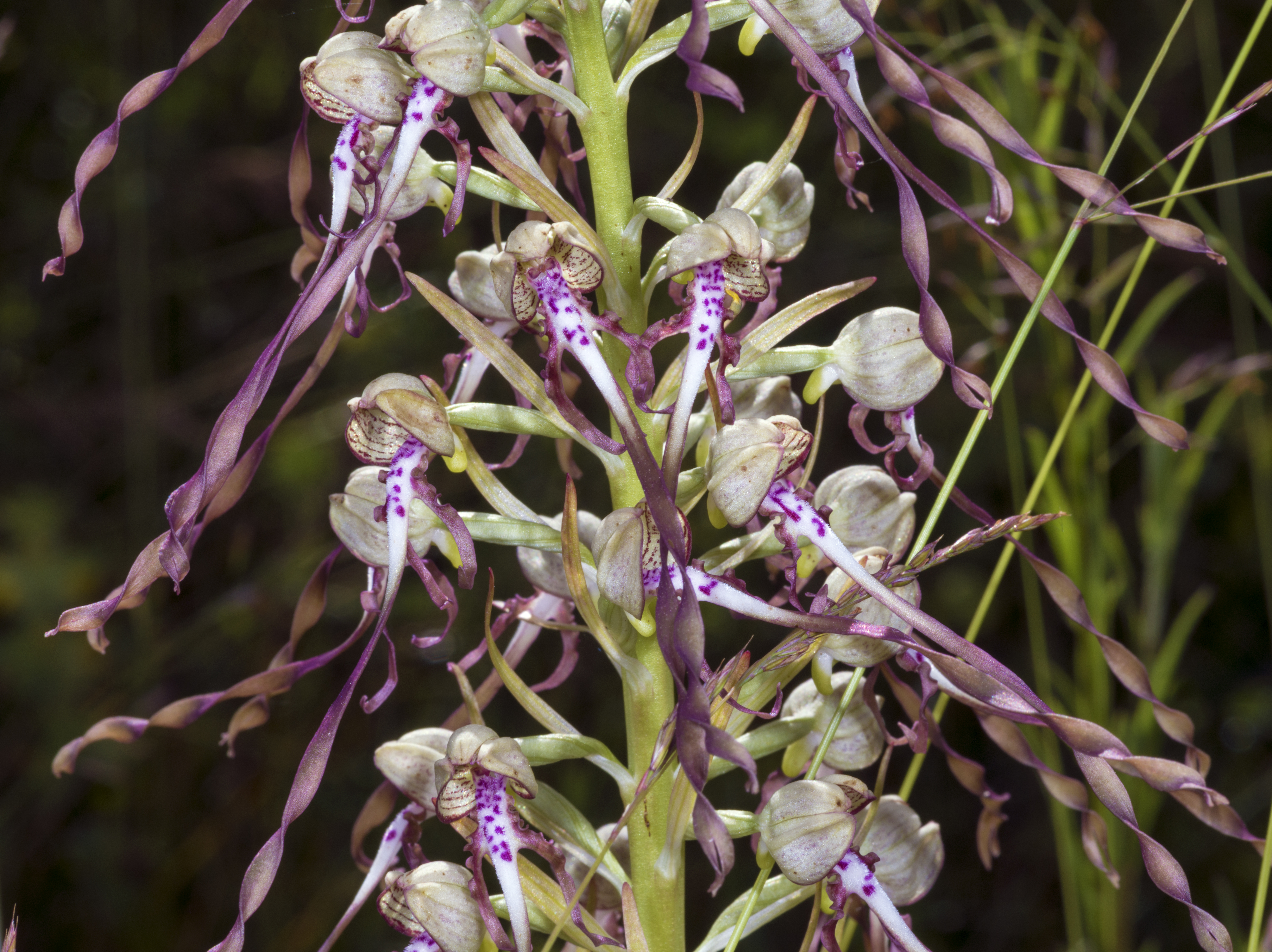
Orchis bouc
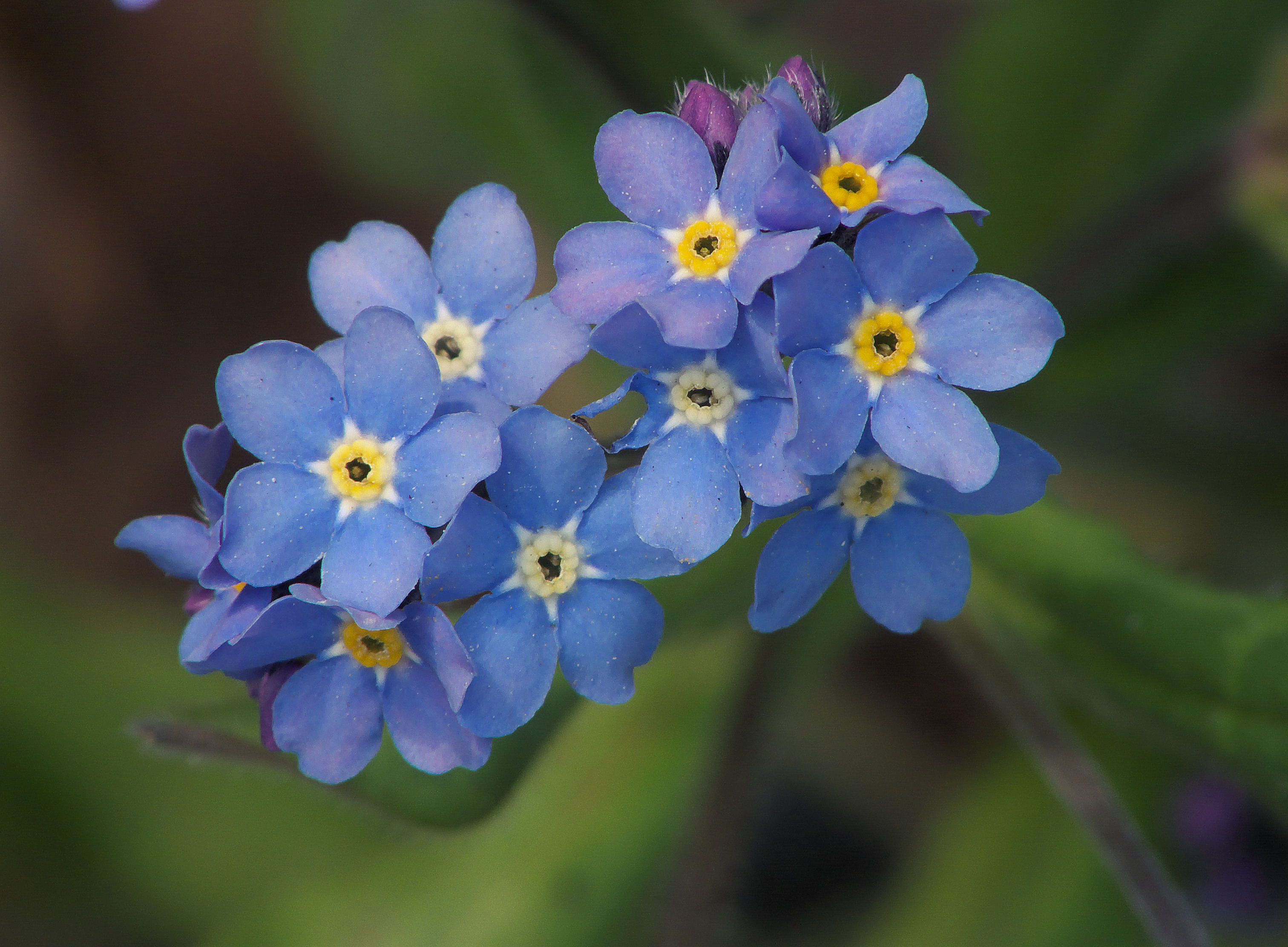
Myosotis des bois
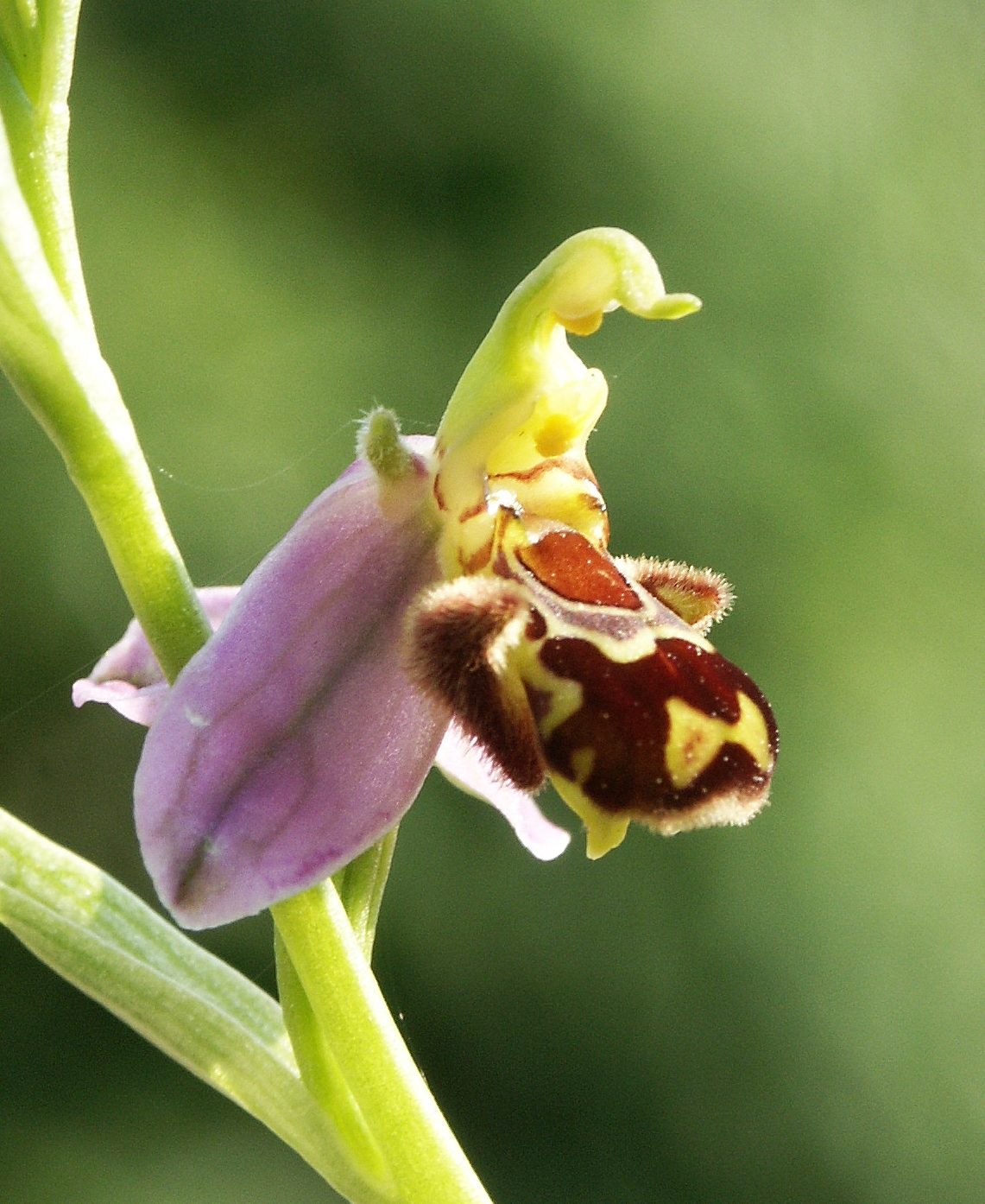
Ophrys abeille
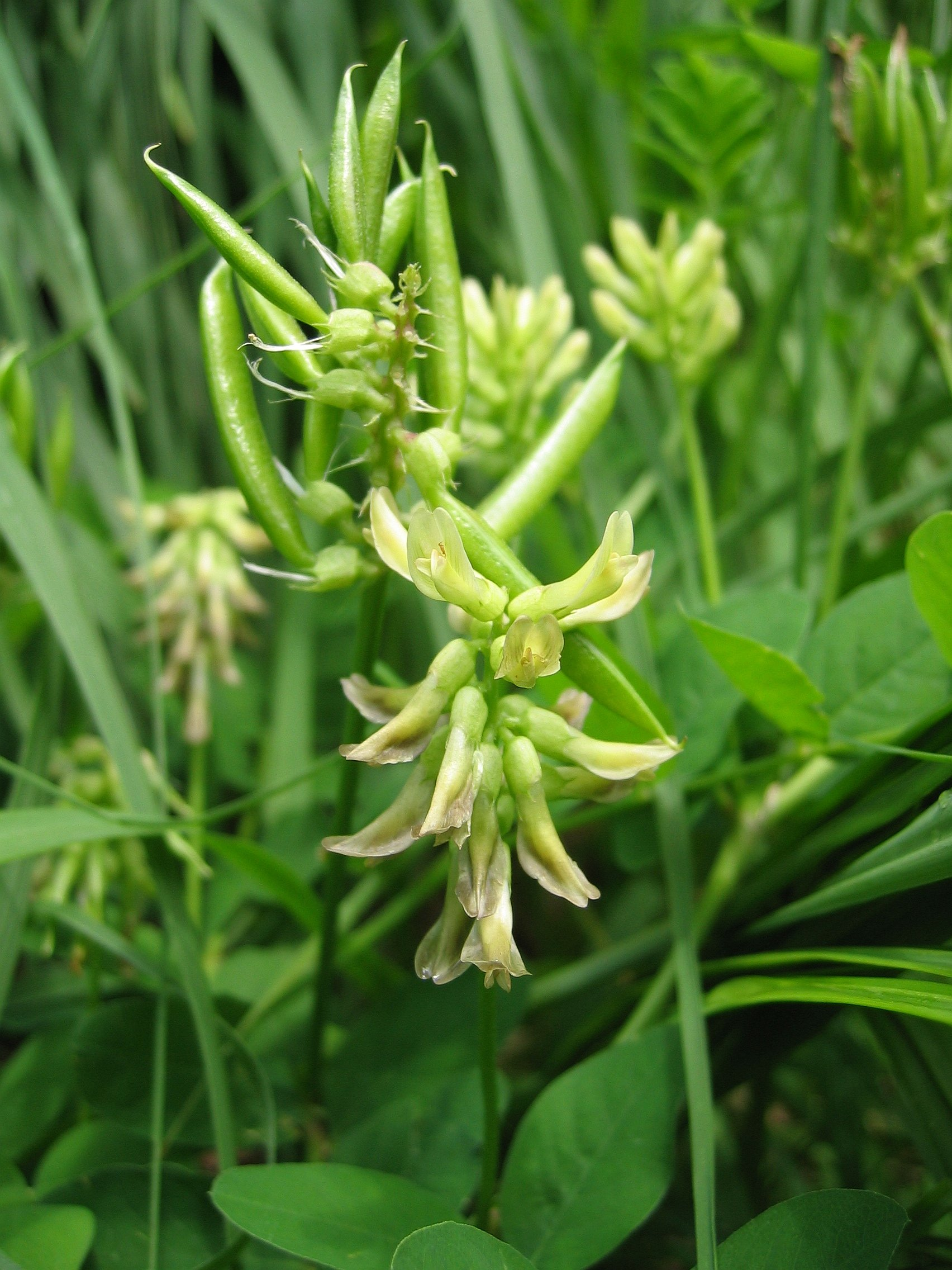
Astragale réglisse

#### Mousses

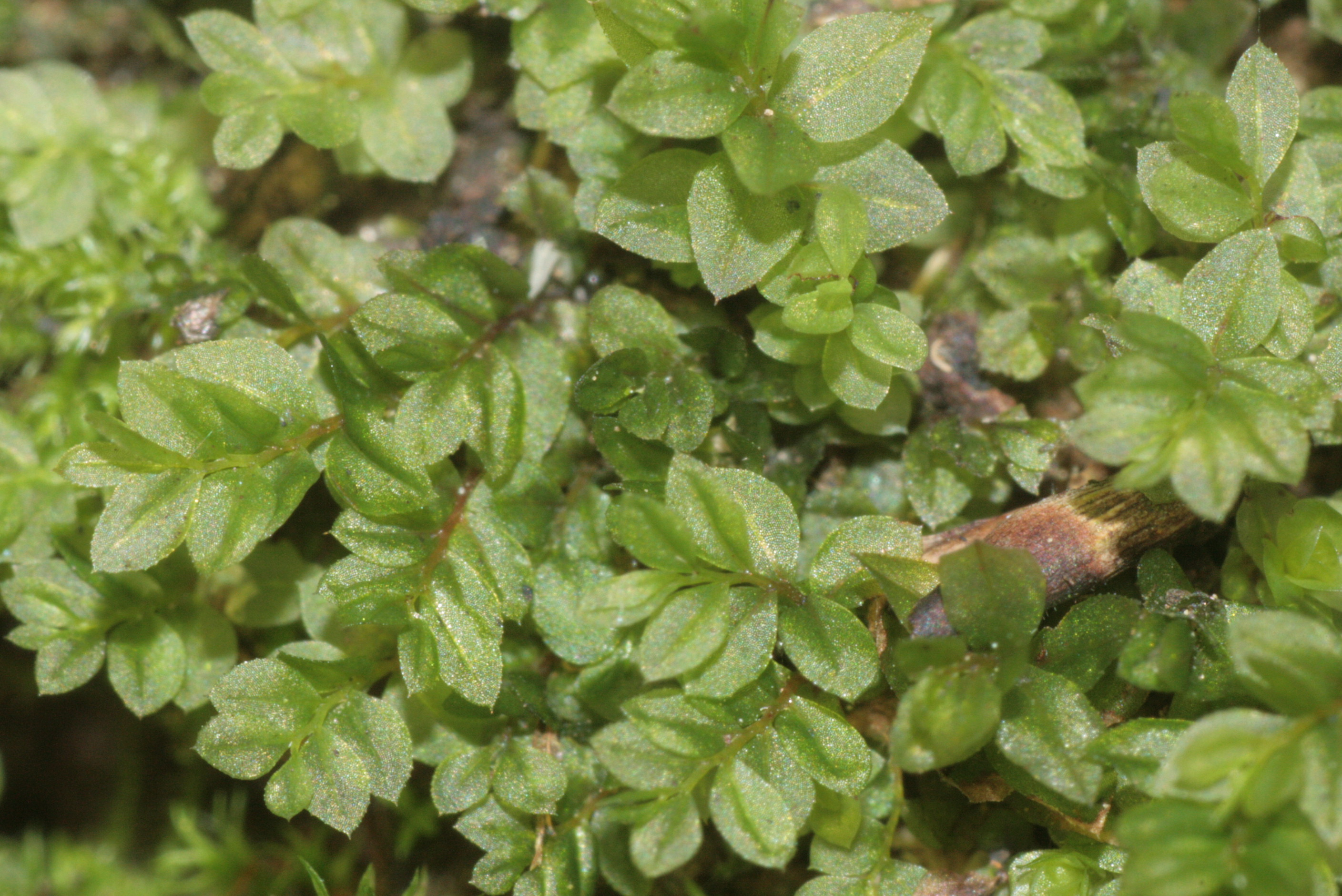
Mnie en étoile.

En 2012, 43 espèces de bryophytes ont été inventoriées, parmi lesquelles la Mnie en étoile (Mnium stellare), taxon considéré comme en danger sur la liste rouge régionale des Bryophytes du Nord-Pas-de-Calais.

### Champignons
Parmi les 115 espèces recensées en 2004 sur le site, 15 sont inscrites dans la liste rouge de la région Nord-Pas-de-Calais. Dans le fourré arbustif près du chemin où des déchets verts furent déposés par des personnes extérieures au site poussent le Clavaire jaunâtre (Clavulinopsis helvola), le Coprin cendré (Coprinopsis cinerea), Trichoglossum hirsutum, la Chanterelle des mousses (Arrhenia spathulata) et le Marasme des roseaux (Marasmius limosus). Ces deux dernières espèces, accompagnées de la Clavaire argillacée (Clavaria argillacea), du Géoglosse de Cooke (Geoglossum cookeanum), de l'Inocybe gris-lilas (Inocybe griseolilacina), du Strophaire presque bleu (Stropharia pseudocyanea), du Tricholome ceinturé (Tricholoma cingulatum) et du Tricholome brûlé (Tricholoma ustale), sont également présentes dans la clairière à Calamagrostide commune du boisement pionnier de saules et bouleaux. Au niveau de quelques stations d’orchidées situées dans le boisement pionnier composé de saules et de bouleaux se rencontrent la Clavaire en fuseau (Clavulinopsis fusiformis), l'Hébélome à pied clavé (Hebeloma clavulipes), l'Hébélome à pied en fuseau (Hebeloma fusipes), l'Hébélome fluet (Hebeloma pusillum), mais également l'Inocybe gris-lilas et le Tricholome brûlé déjà rencontrés dans la station précédente. Les espèces Phallus de chien (Mutinus caninus) et Scytinostroma hemidichophyticum ont quant à elles été observées dans le sentier ombragé au nord du site au bord du boisement mature.

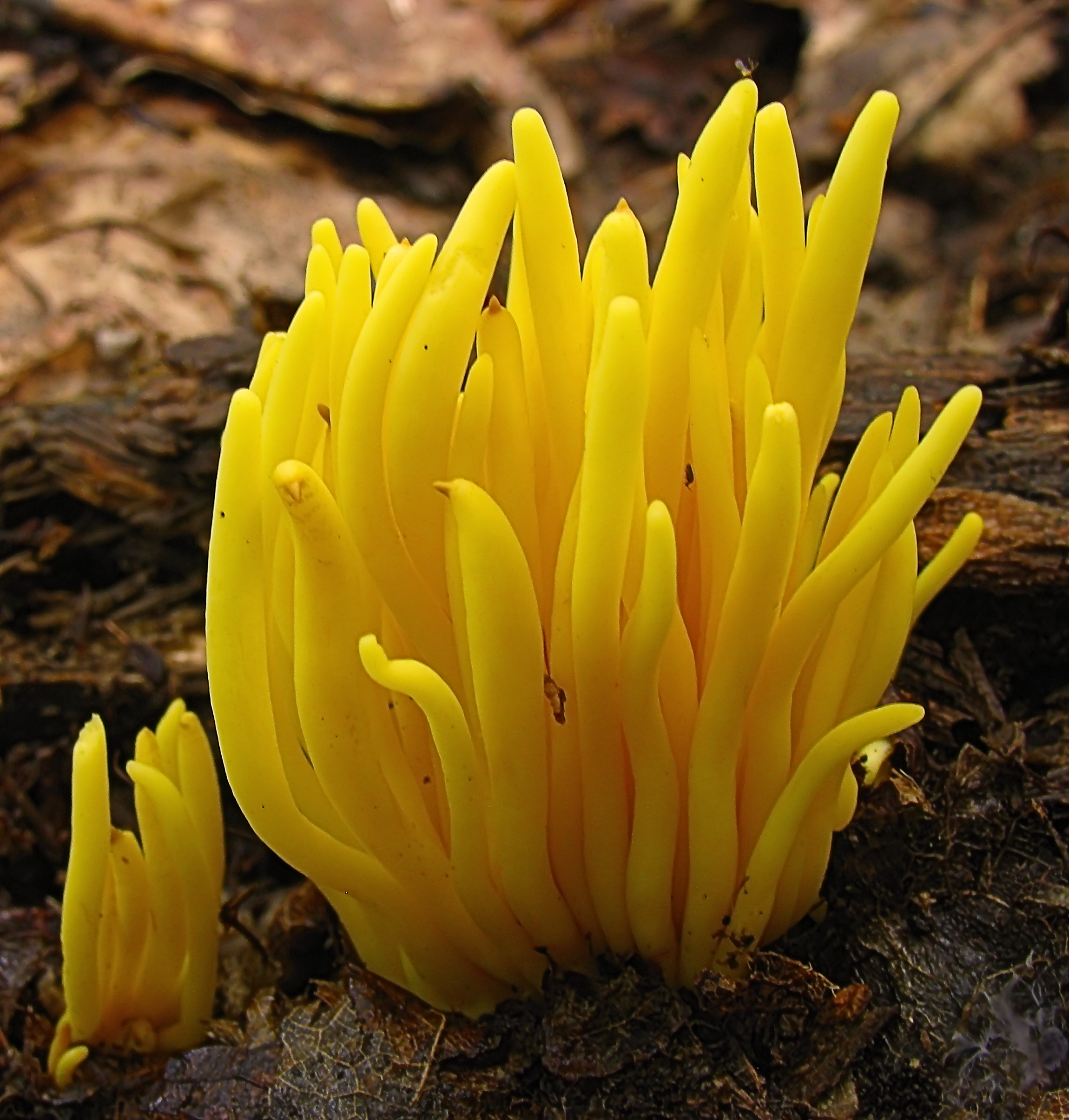
Clavaire en fuseau
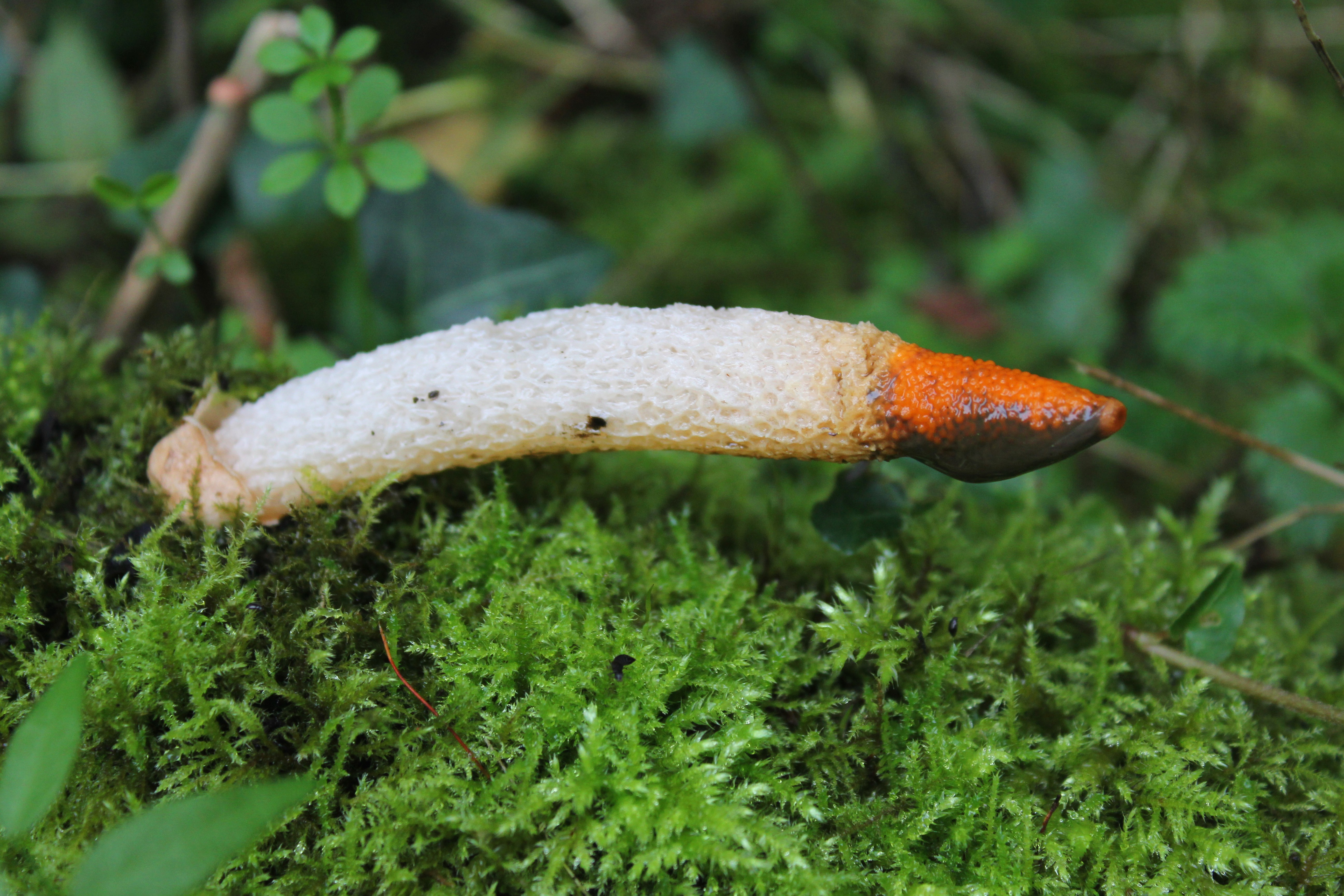
Phallus de chien
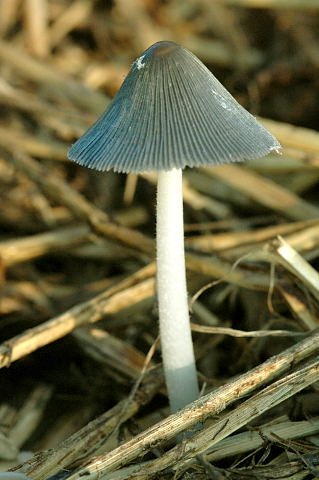
Coprin cendré
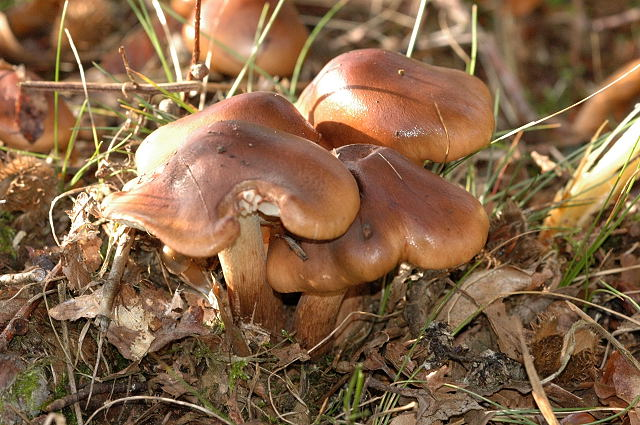
Tricholome brûlé

### Faune

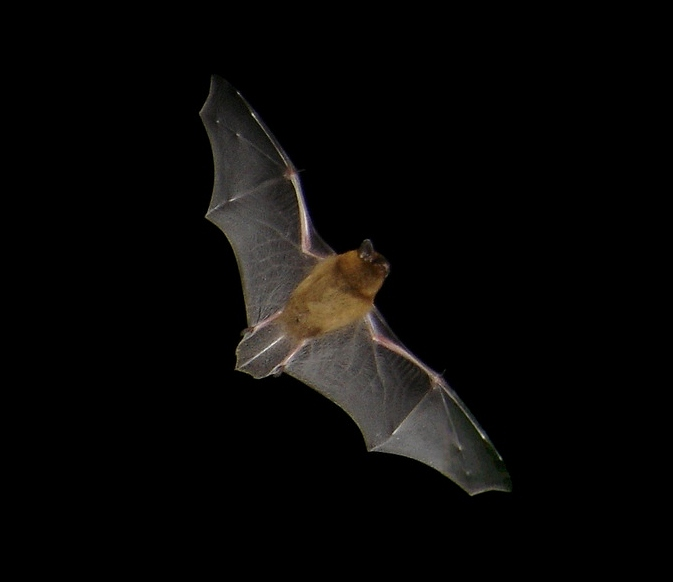
Pipistrelle commune.

#### Mammifères
La faune mammalienne est commune : Renard roux, Écureuil roux, lièvre et lapin de garenne, taupe, Mulot sylvestre, Campagnol roussâtre et Campagnol agreste. Deux espèces de chauves-souris fréquentent régulièrement le site pour chasser, le Murin de Daubenton (Myotis daubentonii) et la Pipistrelle commune (Pipistrellus pipistrellus). Elles ne peuvent cependant y établir leur habitat faute de gîtes dans les arbres trop jeunes et dans la ruine.

#### Oiseaux
Quarante-deux espèces d’oiseaux fréquentent le site, dont vingt-cinq sont nicheuses certaines. Vingt-deux sont protégées par l’arrêté du 17 juillet 1981 fixant la liste des oiseaux protégés sur l’ensemble du territoire. Cinq espèces figurent à l’annexe II de la convention de Bonn définissant les espèces migratrices se trouvant dans un état de conservation défavorable et nécessitant l’adoption de mesures de conservation et de gestion appropriées. Cependant, aucune espèce ne peut être considérée comme patrimoniale. L’Autour des palombes (Accipiter gentilis) ainsi que l’Épervier d'Europe (Accipiter nisus) profitent de la richesse du site en passereaux pour se nourrir. La Locustelle tachetée (Locustella naevia) y fait chaque année une halte migratoire. La Bécasse des bois (Scolopax rusticola) y stationne tandis que le Rossignol philomèle (Luscinia megarhynchos) est quant à lui, nicheur occasionnel.

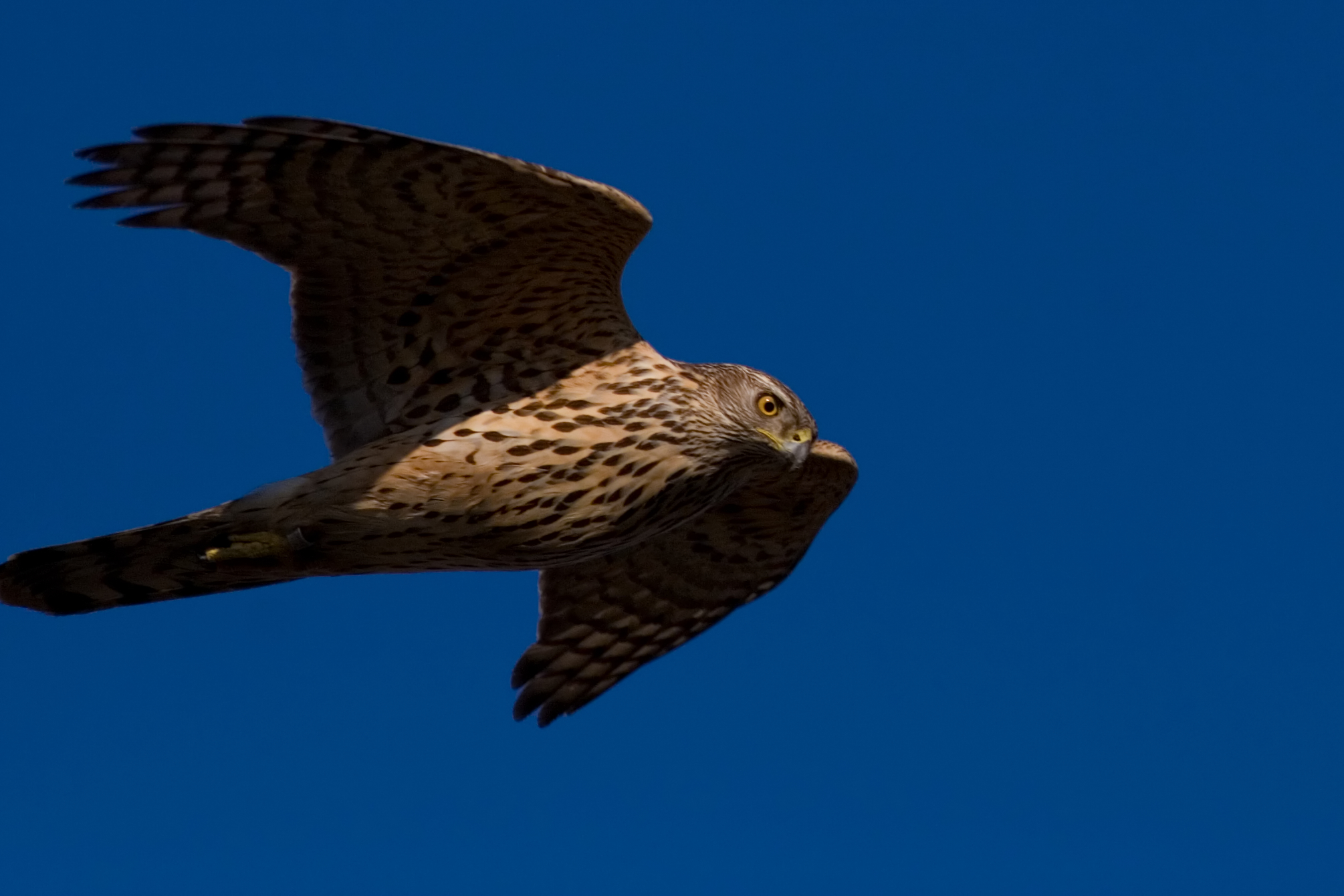
Autour des palombes
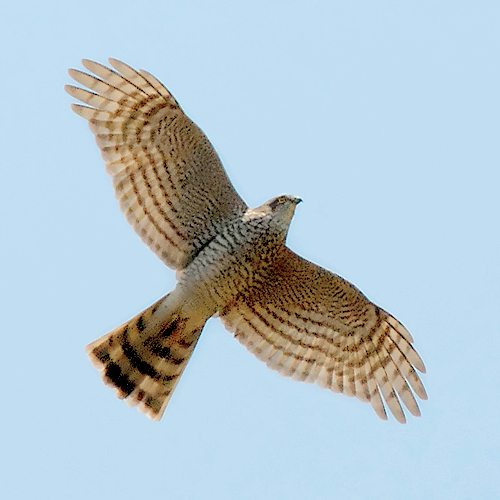
Épervier d'Europe
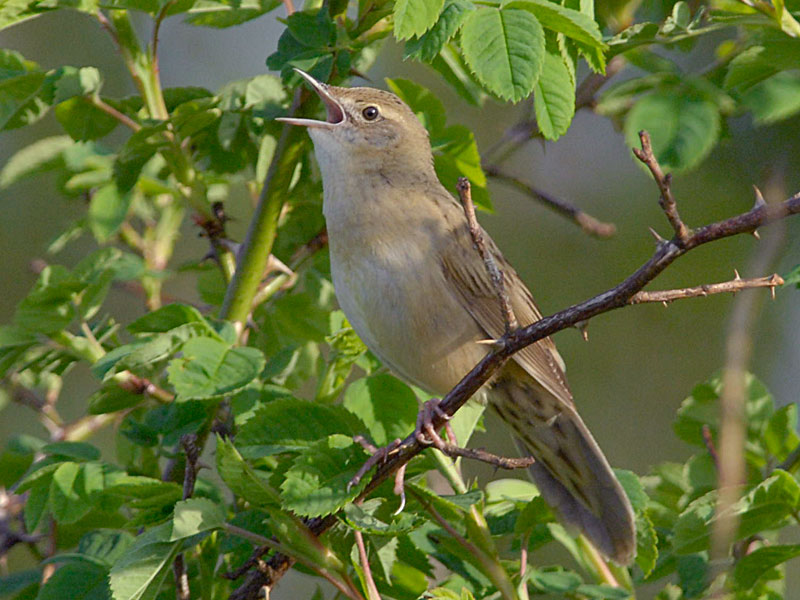
Locustelle tachetée

#### Reptiles et amphibiens
Le Crapaud commun (Bufo bufo) et la Grenouille rousse (Rana temporaria) sont les deux seuls amphibiens présents sur le site. Ils l’utilisent à des fins d’hivernage ou pendant leurs trajets migratoires. Le Lézard vivipare (Zootoca vivipara) affectionne les dépôts d’ardoises et le ballast de la voie ferrée. Les espaces herbacés, très fleuris à la belle saison et riches en insectes, lui servent de terrain de chasse. Enfin, plus commun que son cousin vivipare le Lézard des murailles (Podarcis muralis) est régulièrement observé au bord des chemins. Enfin, la reproduction de l’Orvet (Anguis sp.) est attestée par la présence de jeunes capturés à plusieurs reprises sous les pierres et autres gravats.

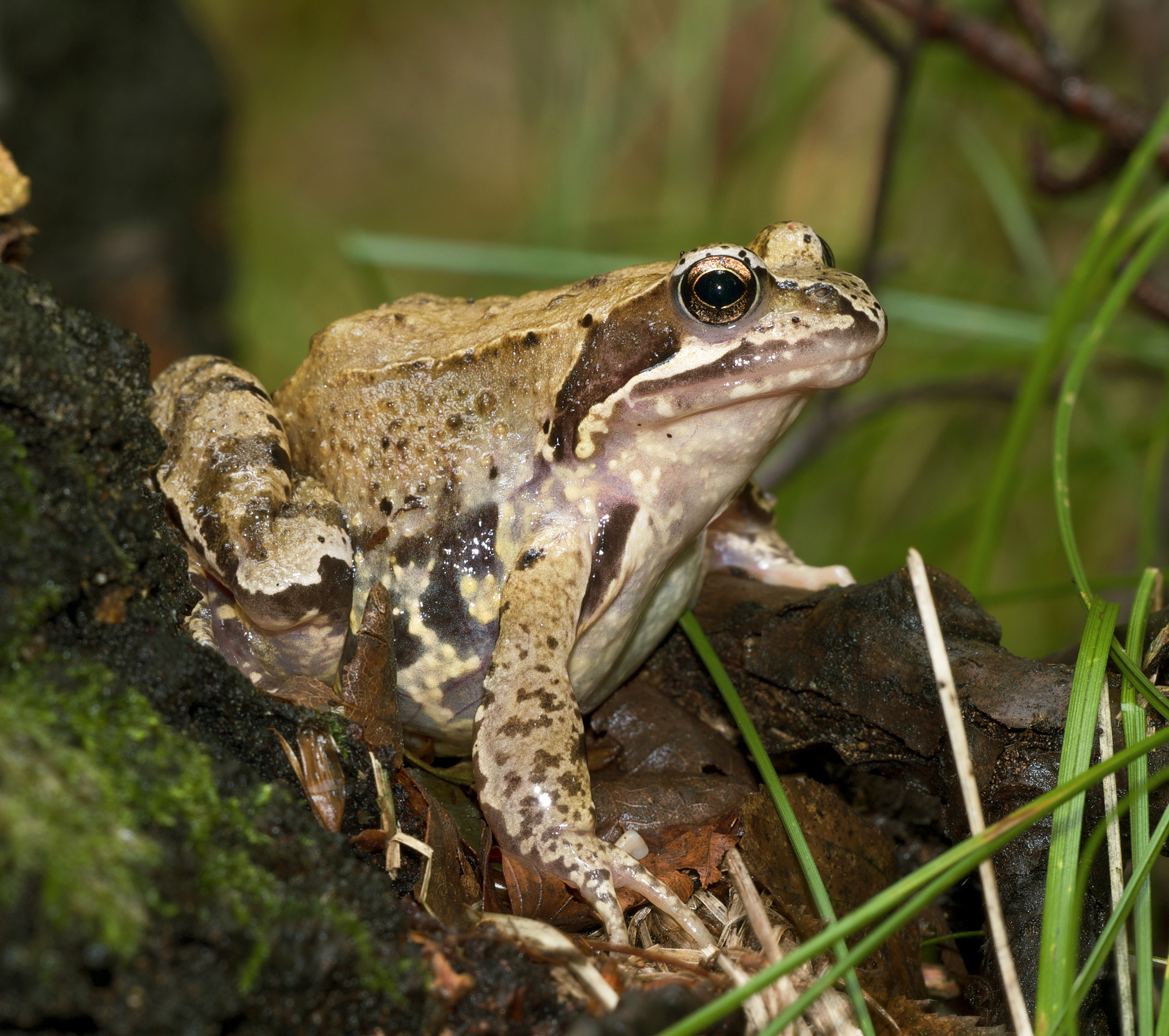
Grenouille rousse
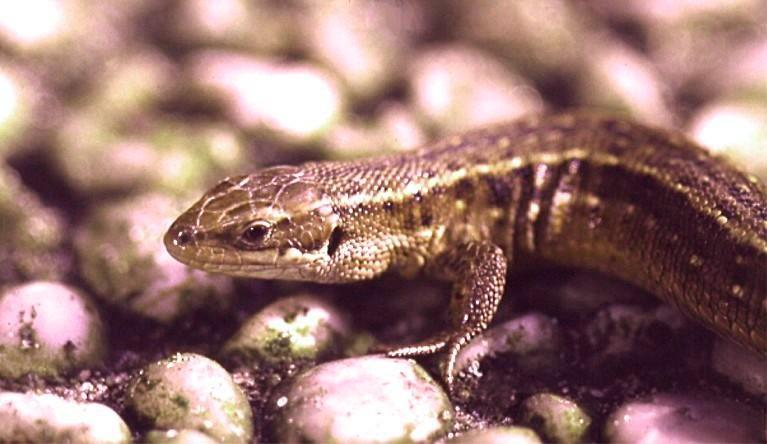
Lézard vivipare
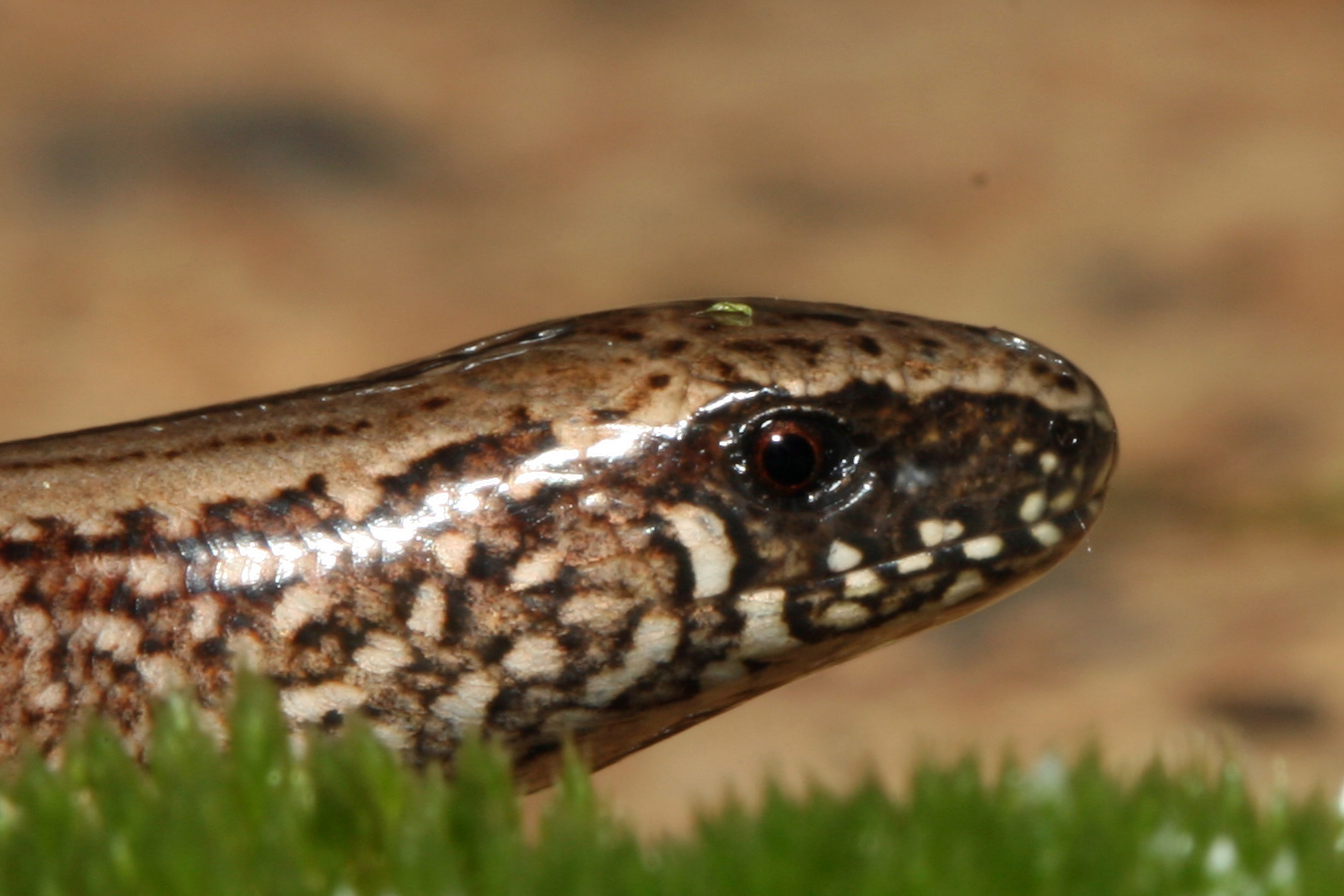
Orvet

#### Invertébrés
La reproduction d’Odonates ne peut se faire sur le site de la carrière des Nerviens, dépourvu de plan d’eau. Cependant, grâce à la richesse en insectes des friches herbacées du site, trois espèces peuvent être rencontrées dont le Gomphe gentil (Gomphus pulchellus), espèce inscrite sur la liste rouge régionale des odonates du Nord-Pas-de-Calais,.
23 espèces de rhopalocères (papillons de jour) et 105 d'hétérocères apprécient la diversité floristique du site. L'Azuré des nerpruns (Celastrina argiolus) est une espèce déterminante ZNIEFF.
Parmi les neuf espèces d'orthoptères recensées, deux sont considérées comme patrimoniales : le Phanéroptère commun (Phaneroptera falcata), assez rare dans la région, fréquente les zones de friche sèche et haute et le Tétrix des carrières (Tetrix tenuicornis) est une espèce pionnière des milieux pauvres en végétation.

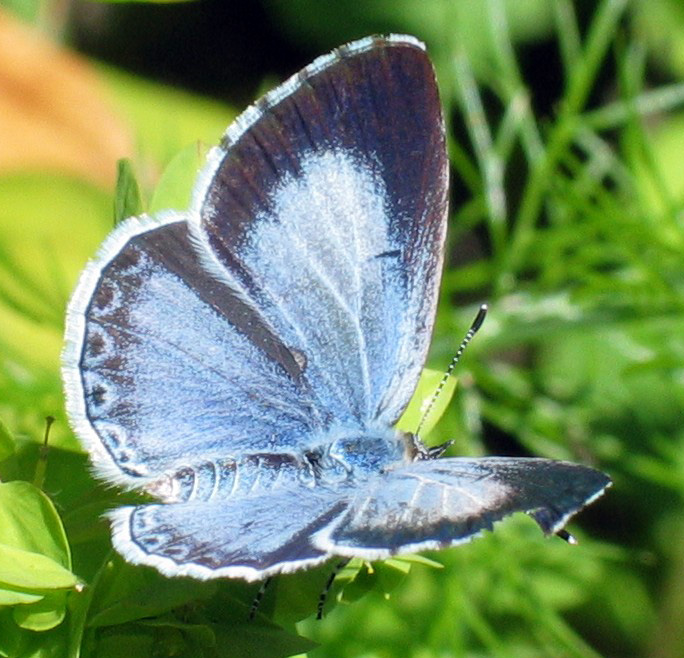
Azuré des nerpruns
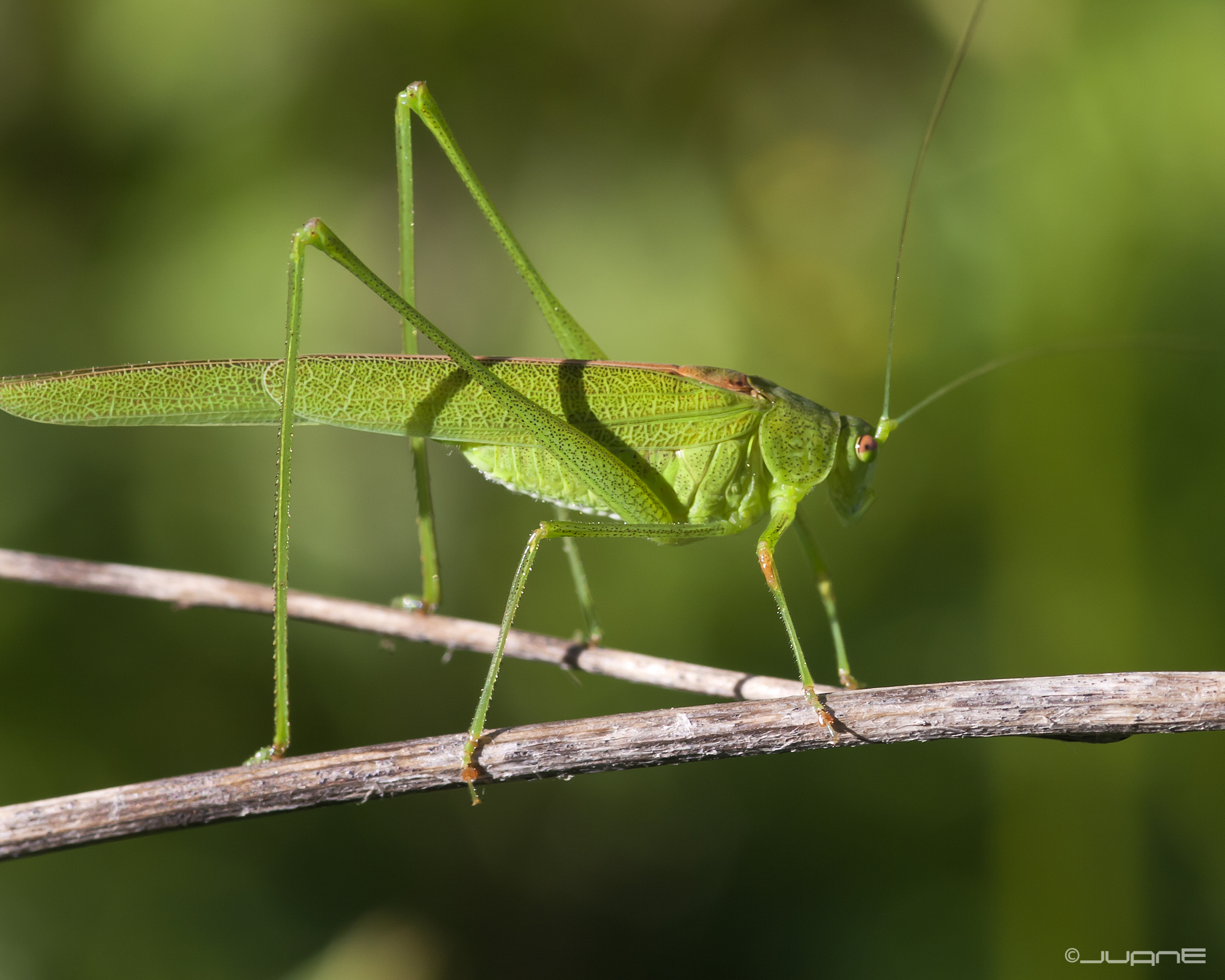
Phanéroptère commun
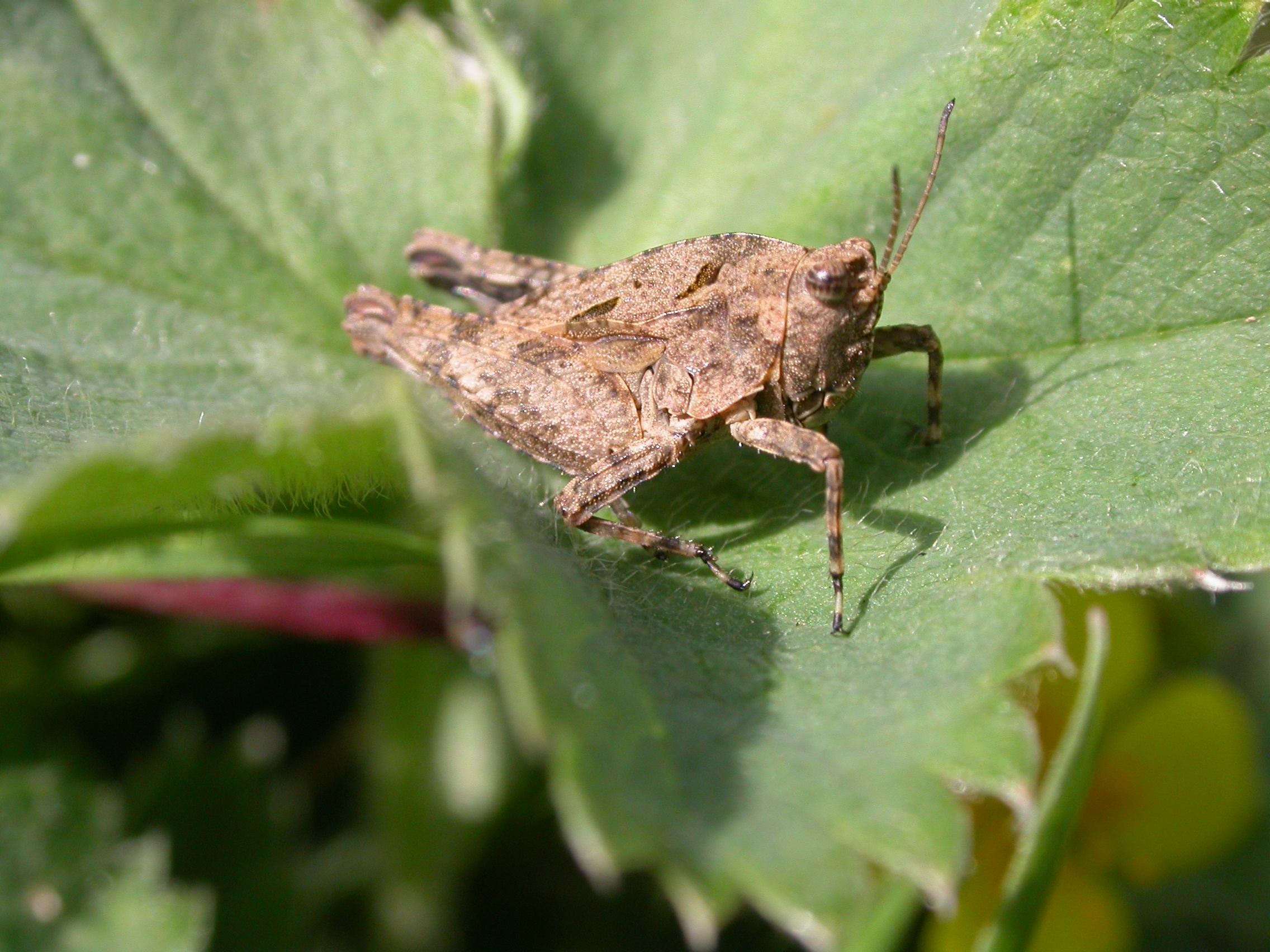
Tétrix des carrières

### Rôle dans la trame verte locale

Insertion de la réserve dans la trame verte locale.

La réserve naturelle régionale de la carrière des Nerviens est localisée entre divers sites naturels. Au nord, sont présents le site Natura 2000 belge « Haut-Pays des Honnelles », la ZNIEFF no 310009342 « Vallée de l’Hogneau et ses versants et les ruisseaux d’Heugnies et de Bavay », mais également la carrière de Bellignies, qui a stocké des remblais constitués des mêmes marnes ayant comblé la réserve bavaisienne et offrant donc des conditions écologiques similaires. Au sud, la forêt de Mormal est une zone majeure pour la biodiversité, couverte par des ZNIEFF et des sites Natura 2000. La voie ferrée, inutilisée depuis peu, et le ruisseau de Bavay, puis l'Hogneau, assurent la connexion.

### Menaces, réponses
Par le passé, le site subissait des dépôts d’ordures ou le passage de véhicules de type 4x4 ou de quads. La pose de barrières par la commune de Bavay a résolu le problème. Les piétons s’aventurent rarement hors des sentiers. L'influence anthropique est donc limitée. La plus grande menace pesant sur les espèces patrimoniales est la dynamique écologique de la végétation : la progression des boisements mais aussi les plantes envahissantes.

#### Progression des boisements
La Carrière des Nerviens a été colonisée par une végétation pionnière herbacée. En évoluant, celle-ci cède la place à d’autres végétations herbacées plus hautes puis à une colonisation arbustive. Sans intervention humaine, un boisement se formerait dans lequel plusieurs essences arborescentes se succéderaient jusqu’à la formation d’une forêt climacique. Cette dynamique risque d'entraîner à terme la disparition des espèces liées aux milieux ouverts, en particulier des espèces patrimoniales. Cependant les espaces boisés peuvent également jouer un rôle important en créant des habitats pour de nombreuses espèces. Le plan de gestion vise donc à maintenir cette mosaïque d'habitats.

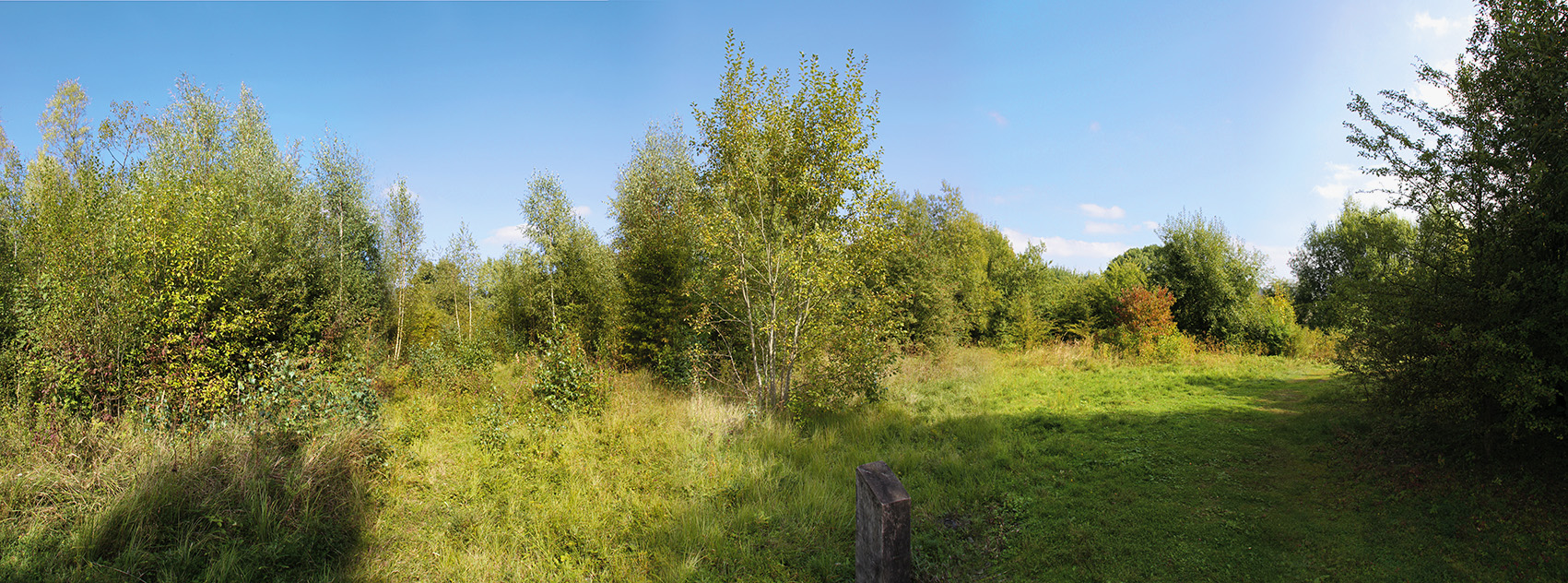
Vue panoramique de la réserve.

#### Espèces envahissantes
Quelques espèces végétales envahissantes sont présentes dans la réserve. Tout au long de l'année, des chantiers nature permettent de contrôler leur développement et ainsi de neutraliser leur impact potentiellement négatif pour la biodiversité du site.
La Calamagrostide commune est présente au centre du site et menace de s’étendre dans les espaces qu'il faut conserver en zones herbacées. Elle compromet à terme la pérennité des stations, notamment d’Homme-pendu et d’Ophrys abeille. Deux zones distinctes peuvent être distinguées. La première, où la Calamagrostide commune a un taux de recouvrement très important, n'accueille aucune espèce de valeur patrimoniale. Elle est fauchée précocement avec exportation ; un pâturage n’étant pas possible pour l’heure. La seconde, au contraire, non densément colonisée par la Calamagrostide commune, est beaucoup plus fragile, par la présence d'orchidées, du Phanéroptère commun ou du Tétrix des carrières. Une gestion différenciée est donc appliquée selon les enjeux. Autour des stations d’orchidées, une éclaircie ponctuelle est réalisée par une fauche manuelle précoce, légère avec exportation. Les zones les moins denses où la graminée est dispersée (secteur à Tétrix des carrières) sont arrachées. Dans les zones récemment ouvertes, un arrachage systématique et annuel évite son expansion. Enfin, les zones denses, bien exposées, sont conservées.
De nombreuses plages de Renouée du Japon s’étendent en plusieurs endroits du site. Les stations patrimoniales de Grand pétasite et de Scolopendre, colonisées par cette invasive, sont gérées par arrachage manuel, puis évacuation pour incinération.
Le Solidage du Canada est apparu dès 2003 à la suite de dépôts végétaux. La menace s’est avérée sérieuse l'année suivante. Certaines stations révèlent une importante concentration de l’espèce, tandis que des pieds isolés croissent un peu partout sur le site. Cette plante est arrachée facilement à la main avant sa floraison afin d’éviter la dispersion des graines, et les pousses sont brûlées.

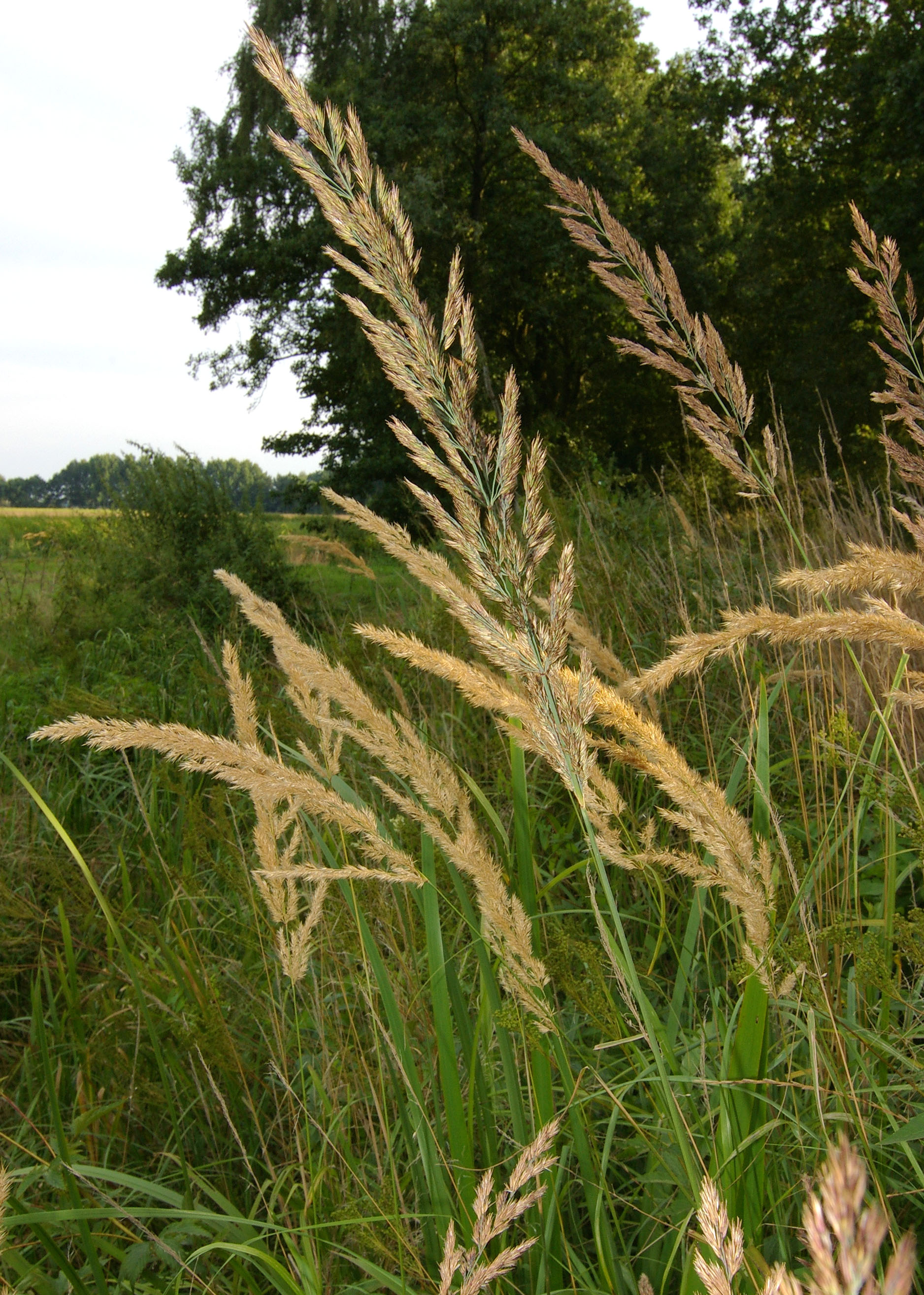
Calamagrostide commune
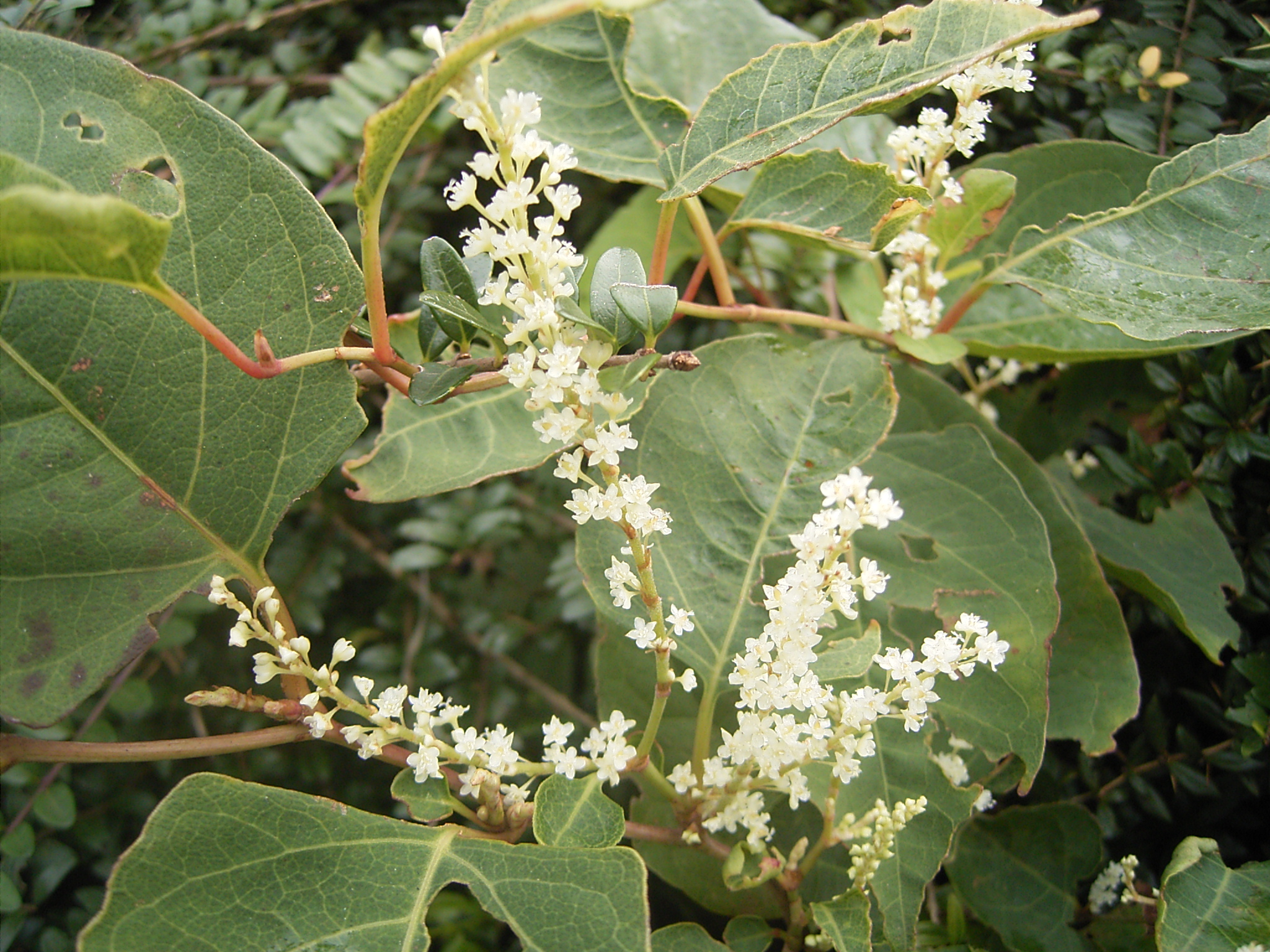
Renouée du Japon
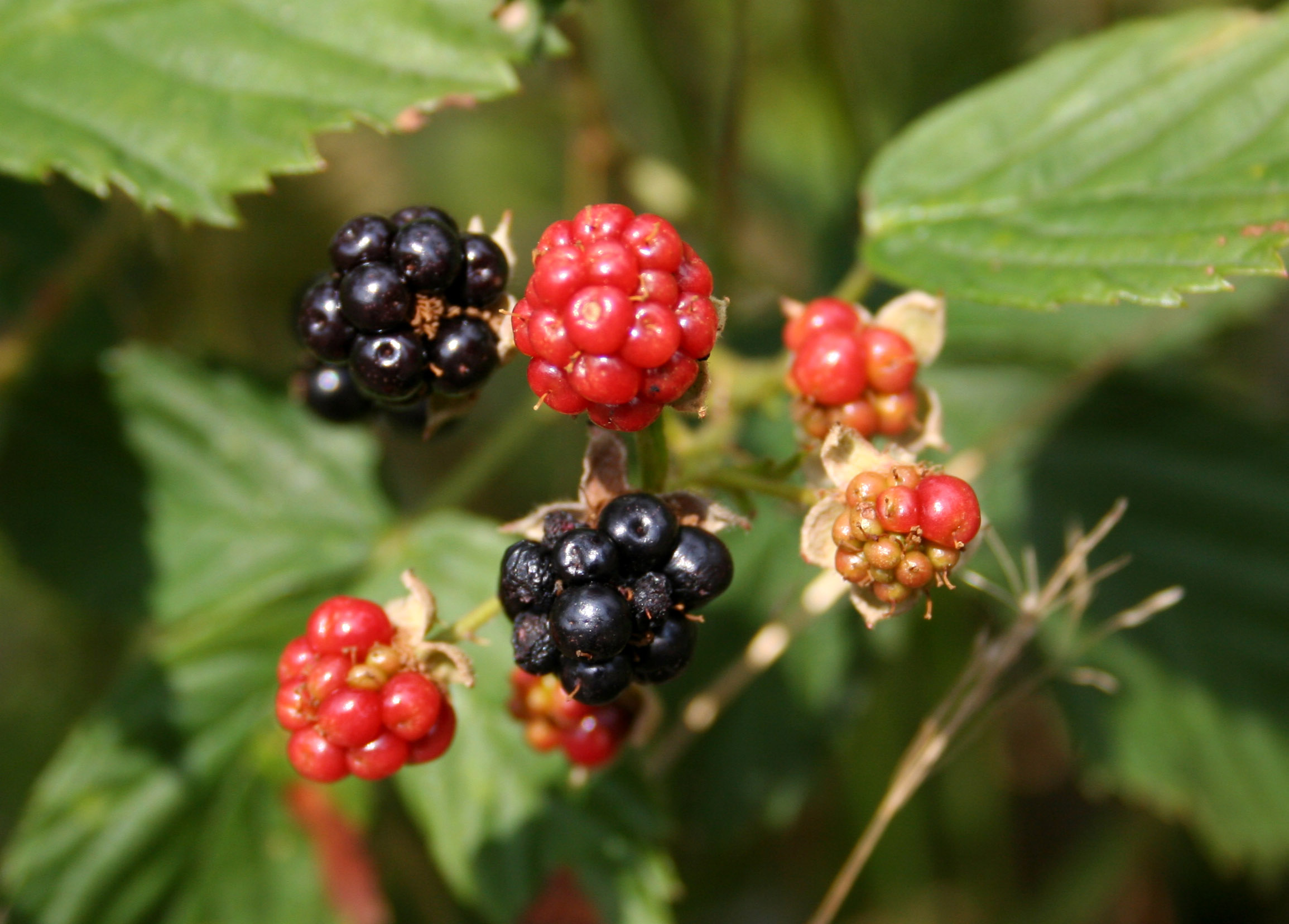
Roncier
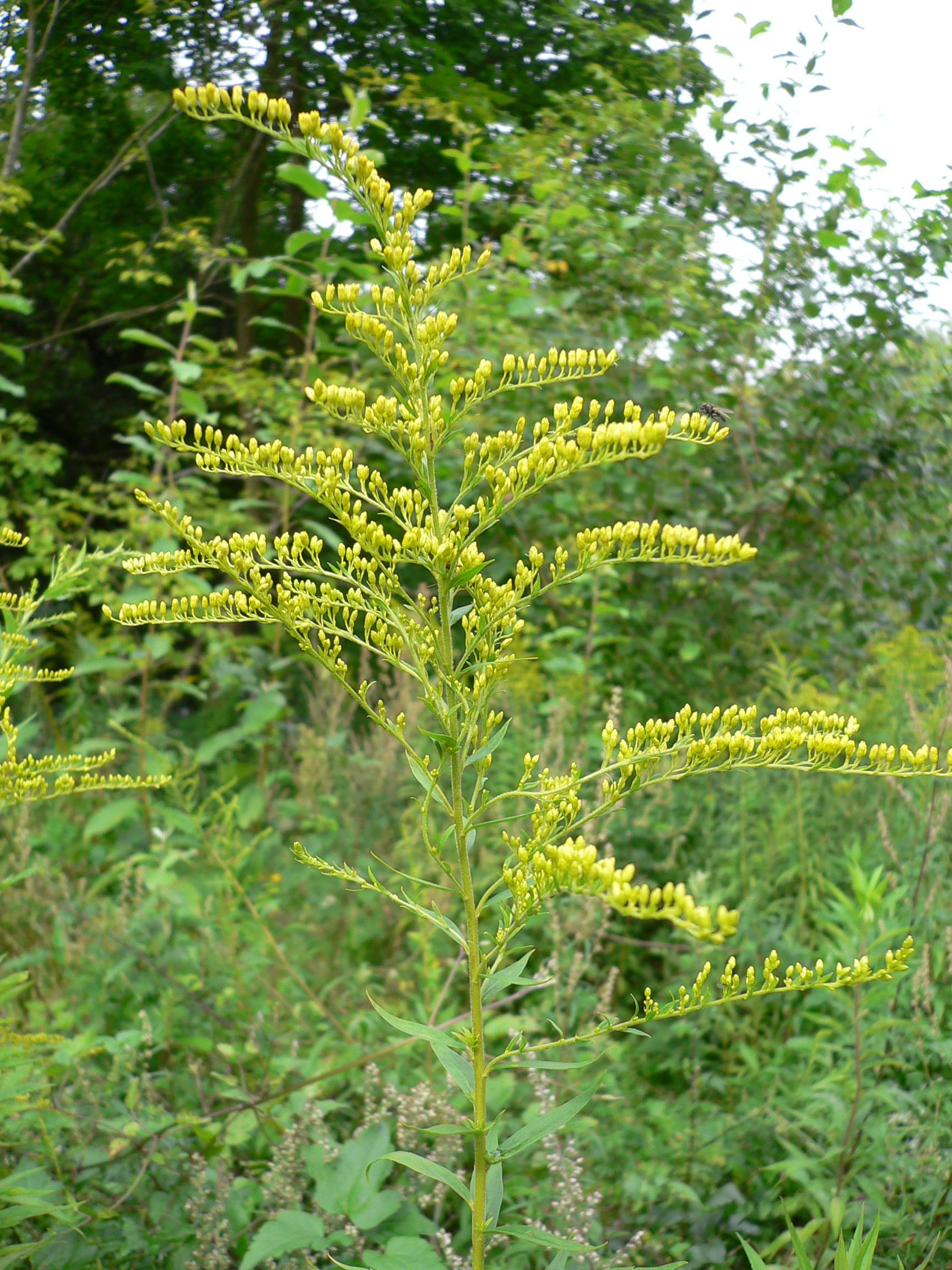
Solidage du Canada

L'aster à feuilles lancéolées (Symphyotrichum lanceolatum) est également présent parmi les plantes invasives du site. Dans leurs contrées d'origine, les asters américains se rencontrent dans les endroits frais, en particulier les mégaphorbiaies. En France, ces plantes colonisent, soit des espaces rudéraux relativement secs (friches, accotement routiers…), soit des zones humides. Dans ce second cas, les asters montrent un réel comportement invasif. Comme dans le site de la carrière de Nerviens, la majorité des milieux sont secs, cette plante ne présente pas nuisances particulières. La gestion consiste à arracher localement les petites stations.
Enfin, les ronciers s’étendent dans les friches autour de la ruine et en bordure sud-est du site proche des habitations. Étant donné leur intérêt pour la faune (nidification du troglodyte par exemple, refuge pour les mammifères, insectes rubicoles), ils ne sont pas éradiqués mais contenus.

## Intérêt touristique

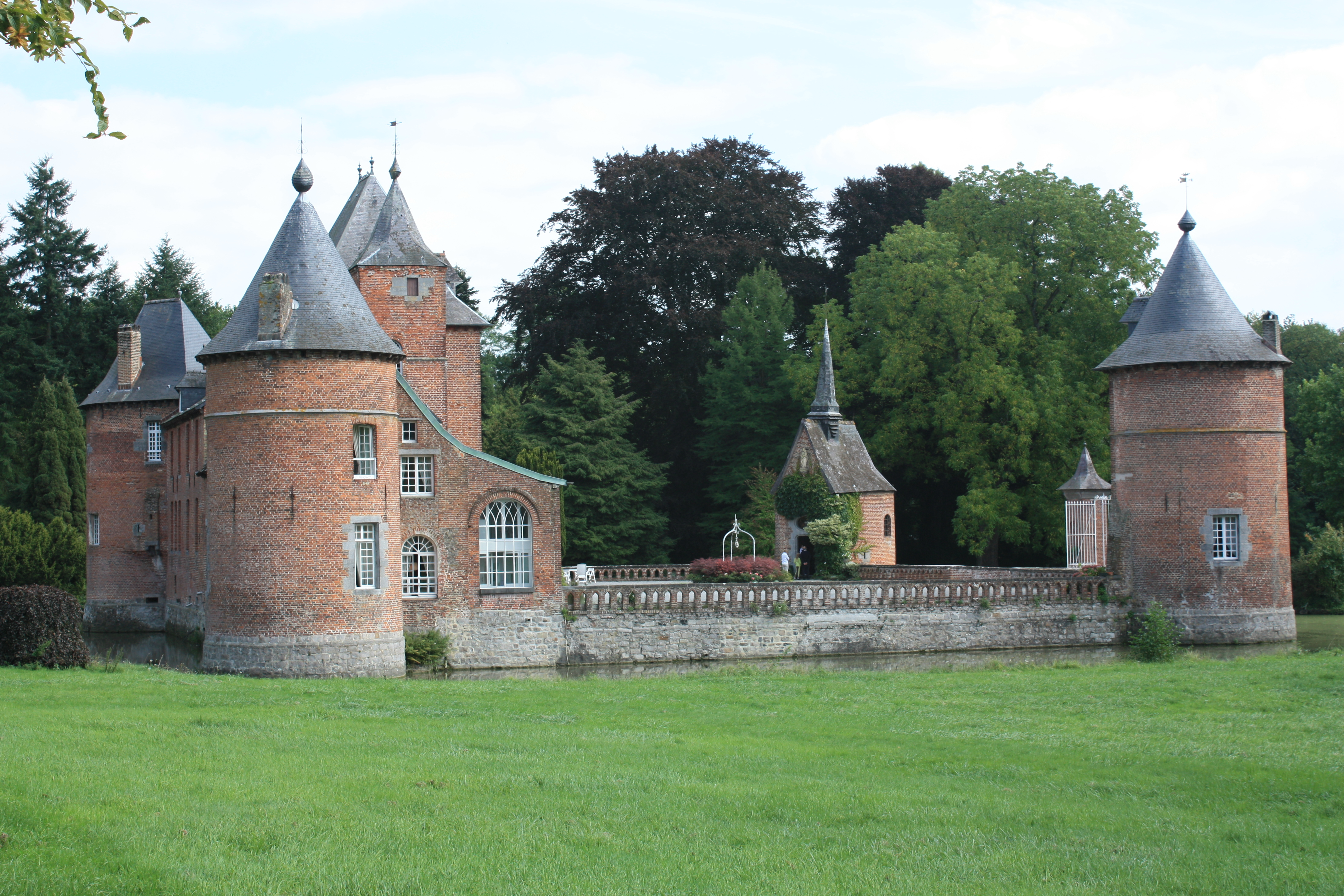
Vue du château de Rametz, voisin de la réserve.

Proche d'agglomérations importantes à forte densité (Maubeuge, Valenciennes et Mons), cette réserve peut présenter un attrait pour une population désireuse de découvrir des espaces naturels protégés. Le site archéologique de Bagacum Nerviorum et le voisinage immédiat du château de Rametz renforcent son potentiel touristique. Toutefois, la fragilité du site impose une vigilance accrue quant à sa fréquentation. Pour essayer de concilier ces deux enjeux, un circuit de découverte est en cours d'aménagement.

## Administration, plan de gestion et règlement

### Statut juridique
Les parcelles dont le CPIE Bocage de l'Avesnois est propriétaire ont été classées en réserve naturelle régionale le 25 mai 2009 par délibération du conseil régional du Nord-Pas-de-Calais. En plus de ce statut réglementaire, l'ensemble du site est repris dans une ZNIEFF de type I et une de type II. Bavay est une commune adhérente au parc naturel régional de l'Avesnois, Saint-Waast non.
Dans le plan local d'urbanisme de Bavay, le site est en grande partie classé en zone N. Une petite zone est toutefois classée en zone UB, correspondant à la première couronne urbanisée autour du centre ancien et au hameau de Buvignies. Les parcelles situées à Saint-Waast sont classées en zone N dans le PLU de cette commune.

### Objectifs du plan de gestion 2007-2012
La deuxième version du plan de gestion couvre la période 2007-2012. Elle présentait des objectifs de connaissance, de gestion, de suivi et de vulgarisation.
La préservation de la diversité actuelle constituait l'objectif le plus important. Elle exigeait la conservation des associations patrimoniales que sont la mégaphorbiaie à Grand pétasite, le groupement à Scolopendre et l’ourlet à Astragale réglisse et Gesse des bois. Le maintien des populations de Pyrole à feuilles rondes et d’Homme-pendu, les deux plantes les plus intéressantes, étaient également prioritaires, tout autant que la lutte contre l'embroussaillement des zones ouvertes où poussent l’Ophrys abeille et l’Orchis pyramidal. La dynamique forestière devait également être limitée dans les zones abritant les espèces de sous-bois clairs ou d’ourlets : le Dactylorhize de Fuchs, le Trèfle intermédiaire et le Platanthère à deux feuilles. Les zones pionnières favorables à la fonge patrimoniale devaient être maintenues, les espèces envahissantes contenues. Les infrastructures artificielles (ruine, pylônes en béton, murs et tas de pierres) devaient être mises à profit pour la création de nouveaux habitats.
Les missions de pédagogie, d’interprétation et de valorisation du patrimoine local devaient être également poursuivies, tandis que la connaissance faunistique du site devait être développée et un suivi floristique du site assuré.

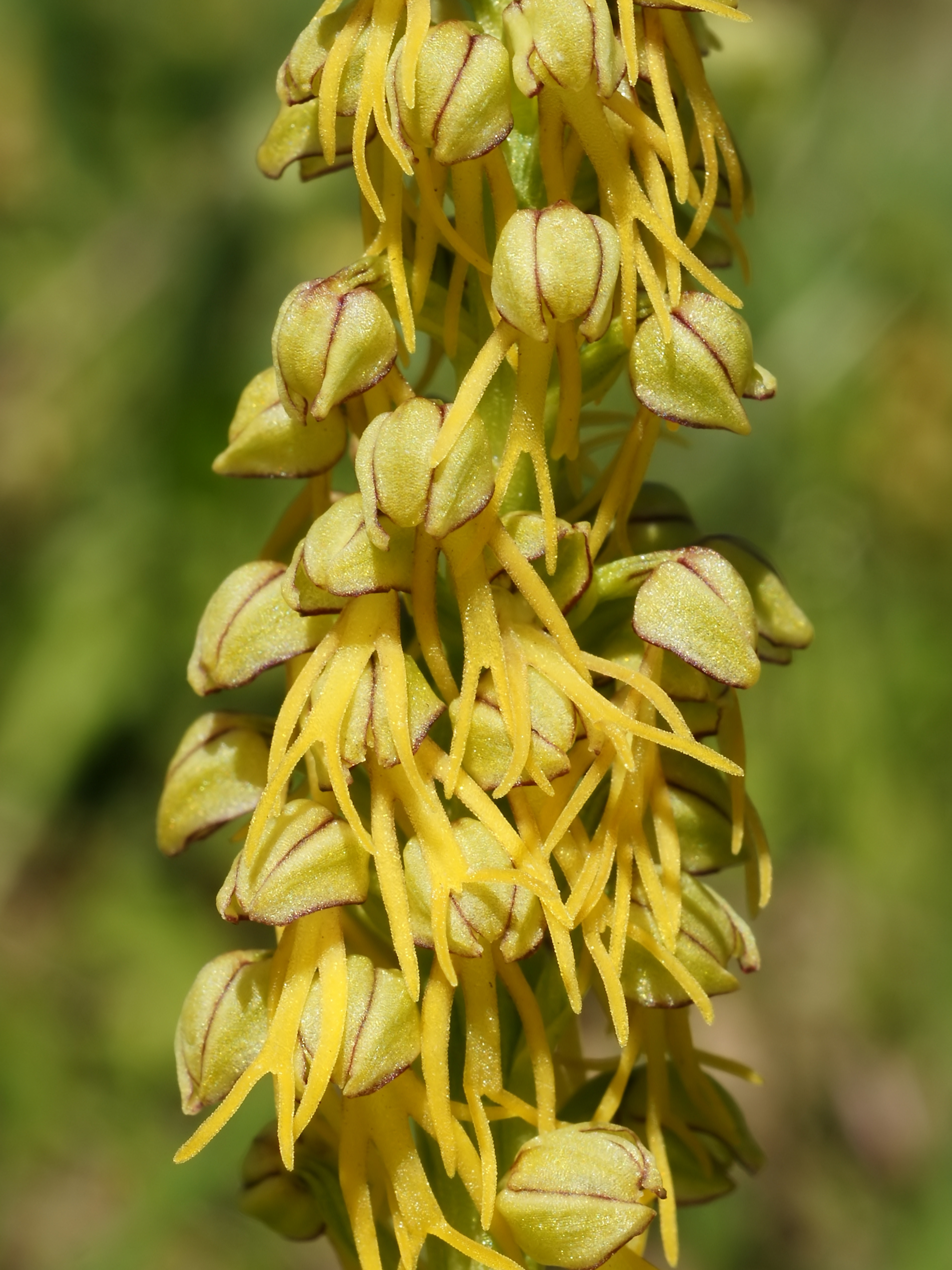
Homme-pendu
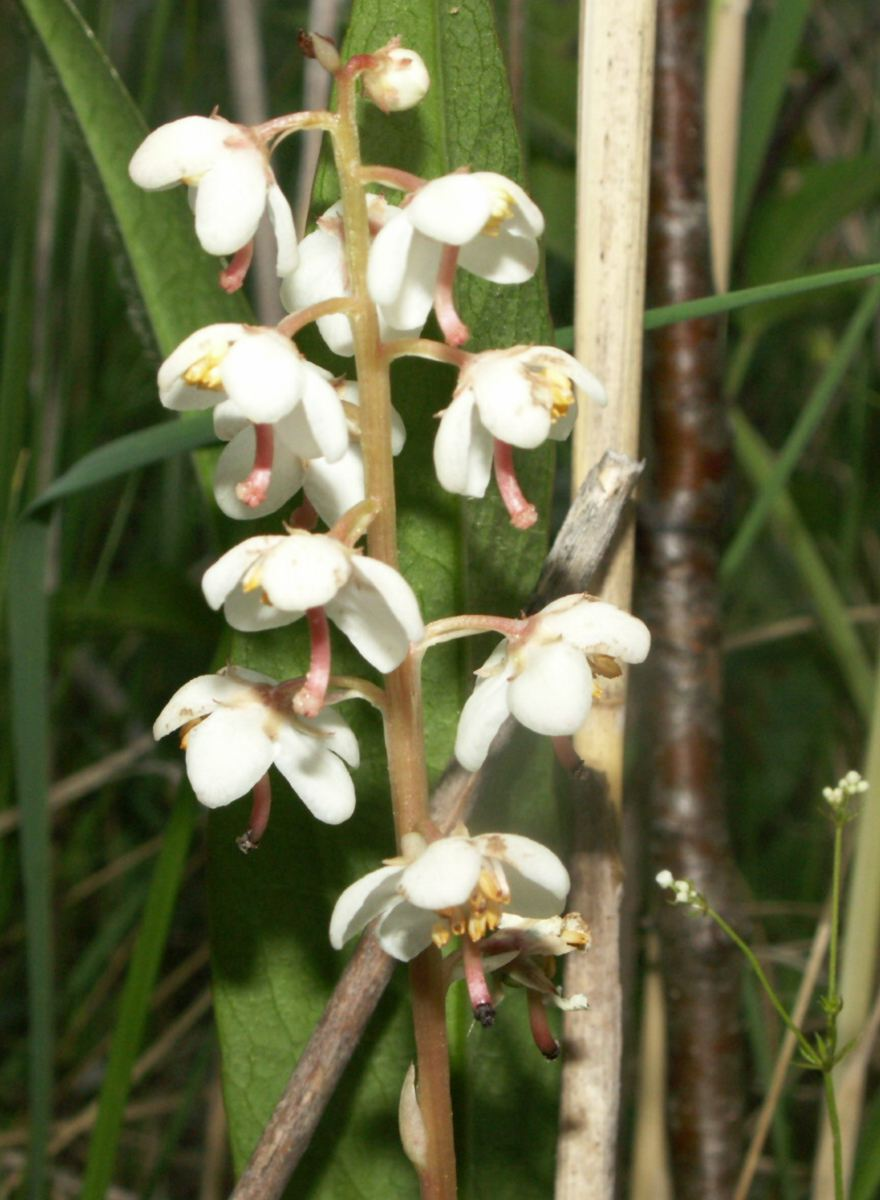
Pyrole à feuilles rondes
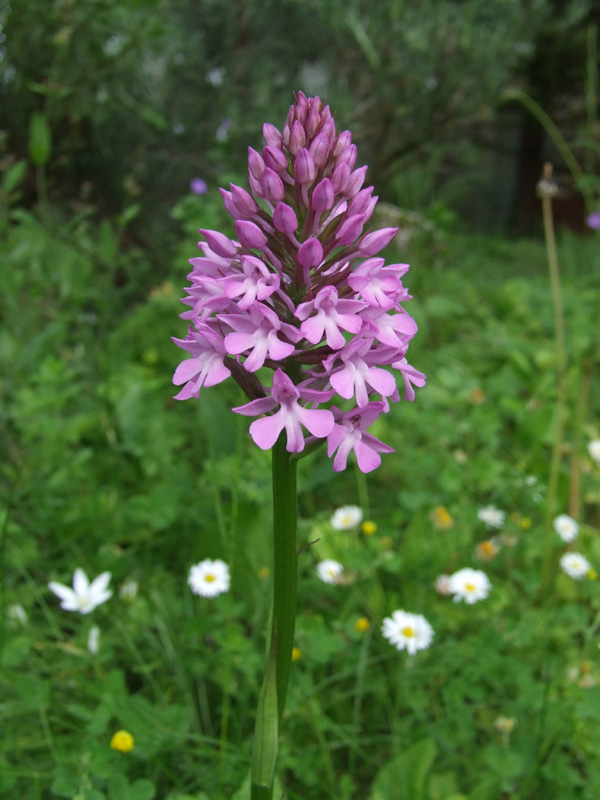
Orchis pyramidal
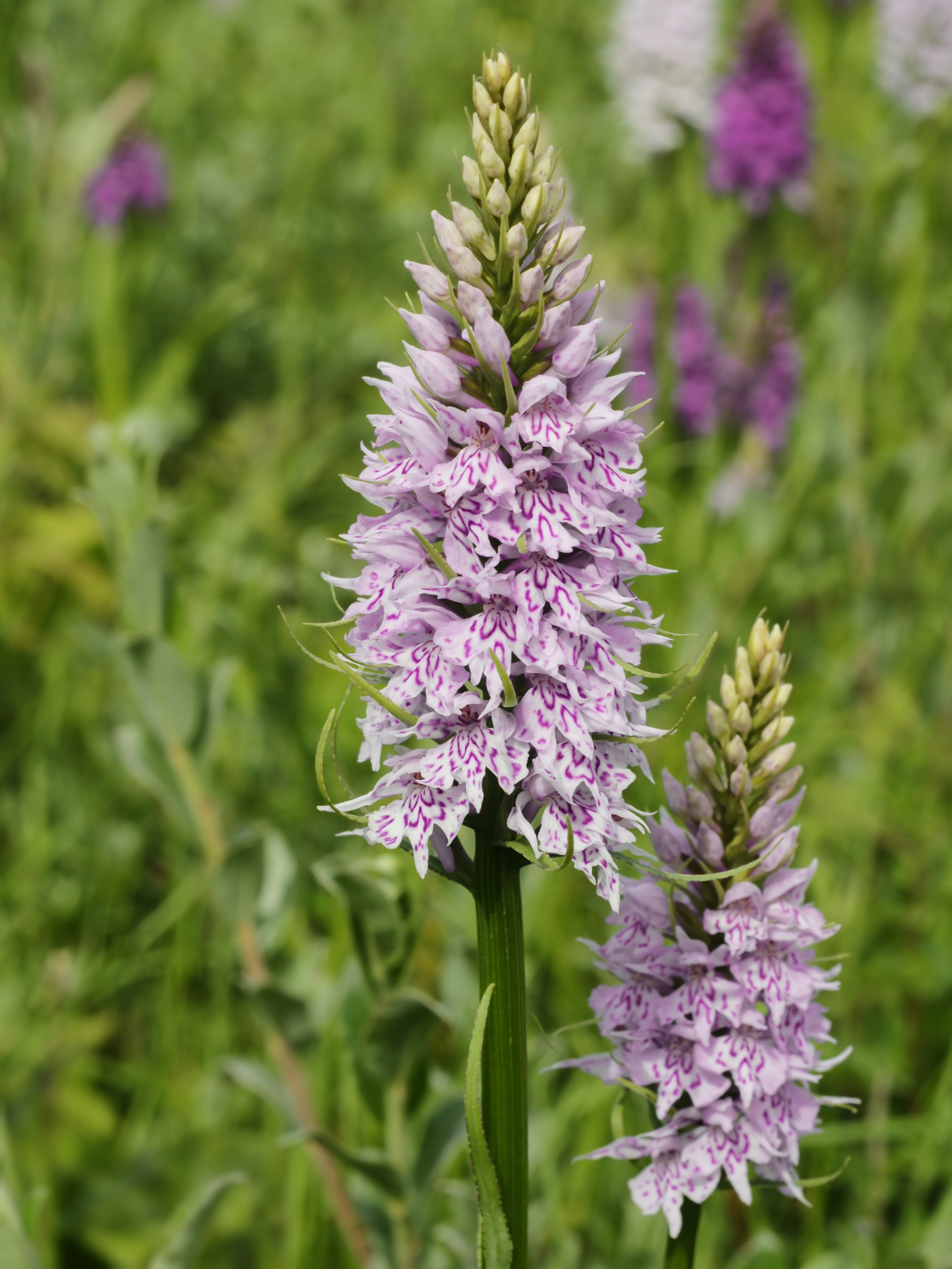
Dactylorhize de Fuchs

### Travaux réalisés

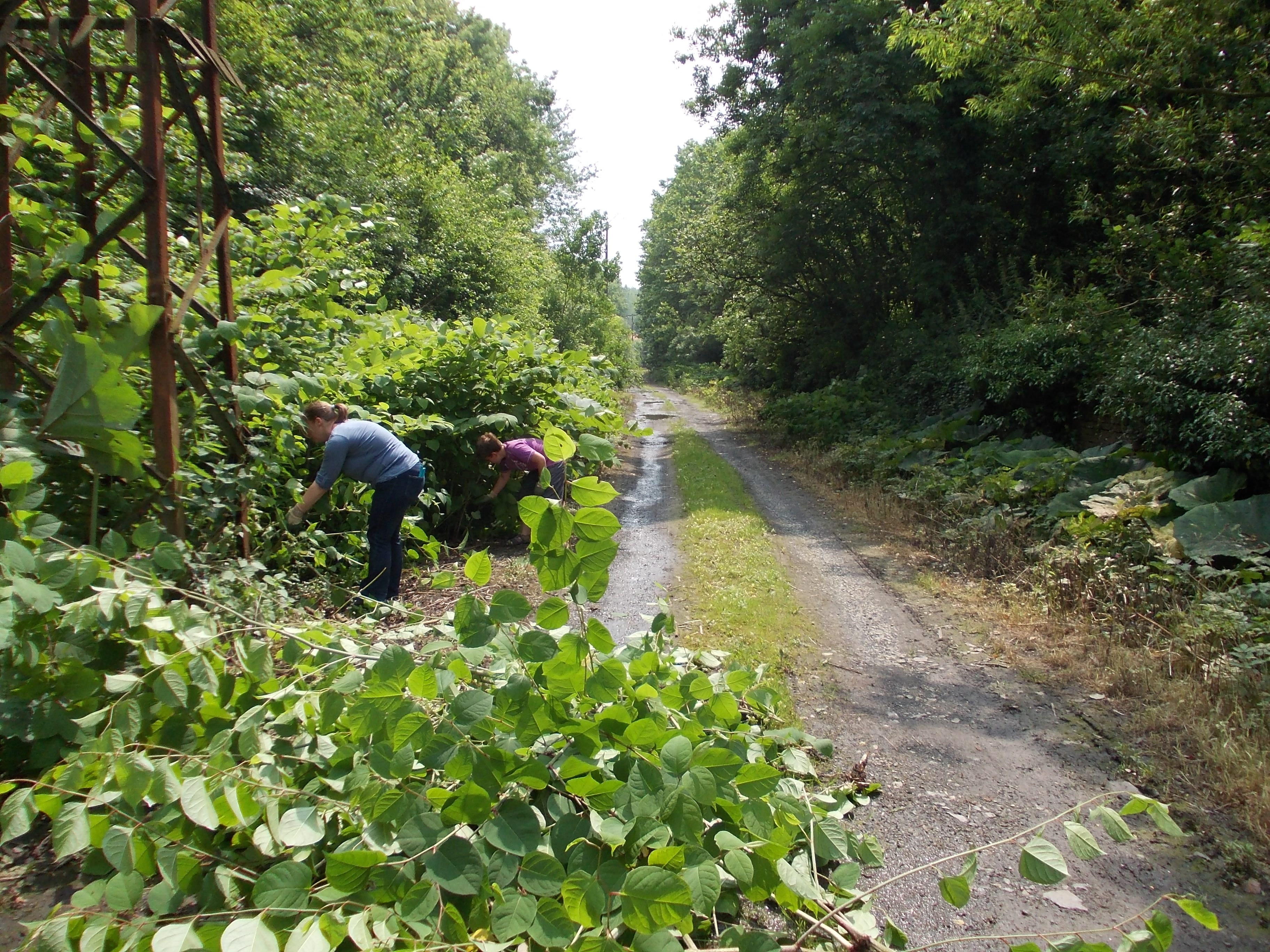
Chantier de bénévoles arrachant la Renouée du Japon.

La commune de Bavay a posé deux barrières pour interdire aux engins motorisés d'accéder au site.
Des employés et bénévoles du CPIE Bocage de l'Avesnois réalisent régulièrement des chantiers de débroussaillage, d'élimination des plantes envahissantes et assurent le suivi floristique et la sensibilisation des publics.

### Bilan du plan de gestion 2007-2012
Le bilan est en cours. Néanmoins, une analyse partielle des opérations est déjà établie.

#### Opérations de préservation de la diversité du site
La gestion de la Renouée du Japon effectuée au niveau de la mégaphorbiaie à Grand pétasite et du groupement à Scolopendre a permis la conservation de ces habitats. Les fauches précoces de la Calamagrostide commune ont été favorables aux Orchidées. La fauche tardive semble au contraire inefficace. L'arrachage du Solidage du Canada et des Asters américains a été concluant. Les opérations de débroussaillage et de déboisement sélectif ont permis le maintien de l'ourlet à Astragale réglisse et Gesse des bois. Le Dactylorhize de Fuchs, le Trèfle intermédiaire et le Platanthère à deux feuilles, espèces non adaptées aux milieux ouverts, ont bénéficié de zones sans débroussaillage. L'aménagement de murets de pierre sèche a probablement favorisé l'installation du Lézard vivipare ou du Lézard des murailles, observé en 2013, mais également la consolidation du groupement à scolopendre.

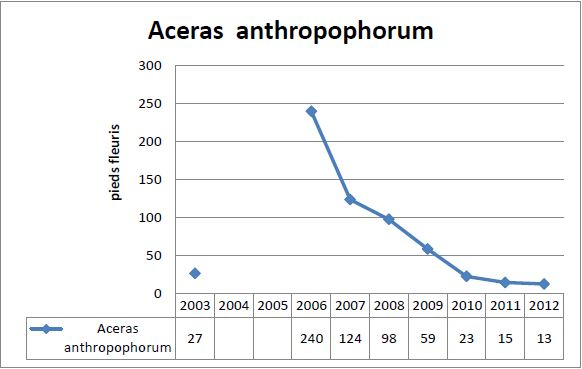
Évolution des effectifs d'Aceras Homme-pendu sur la carrière des Nerviens.

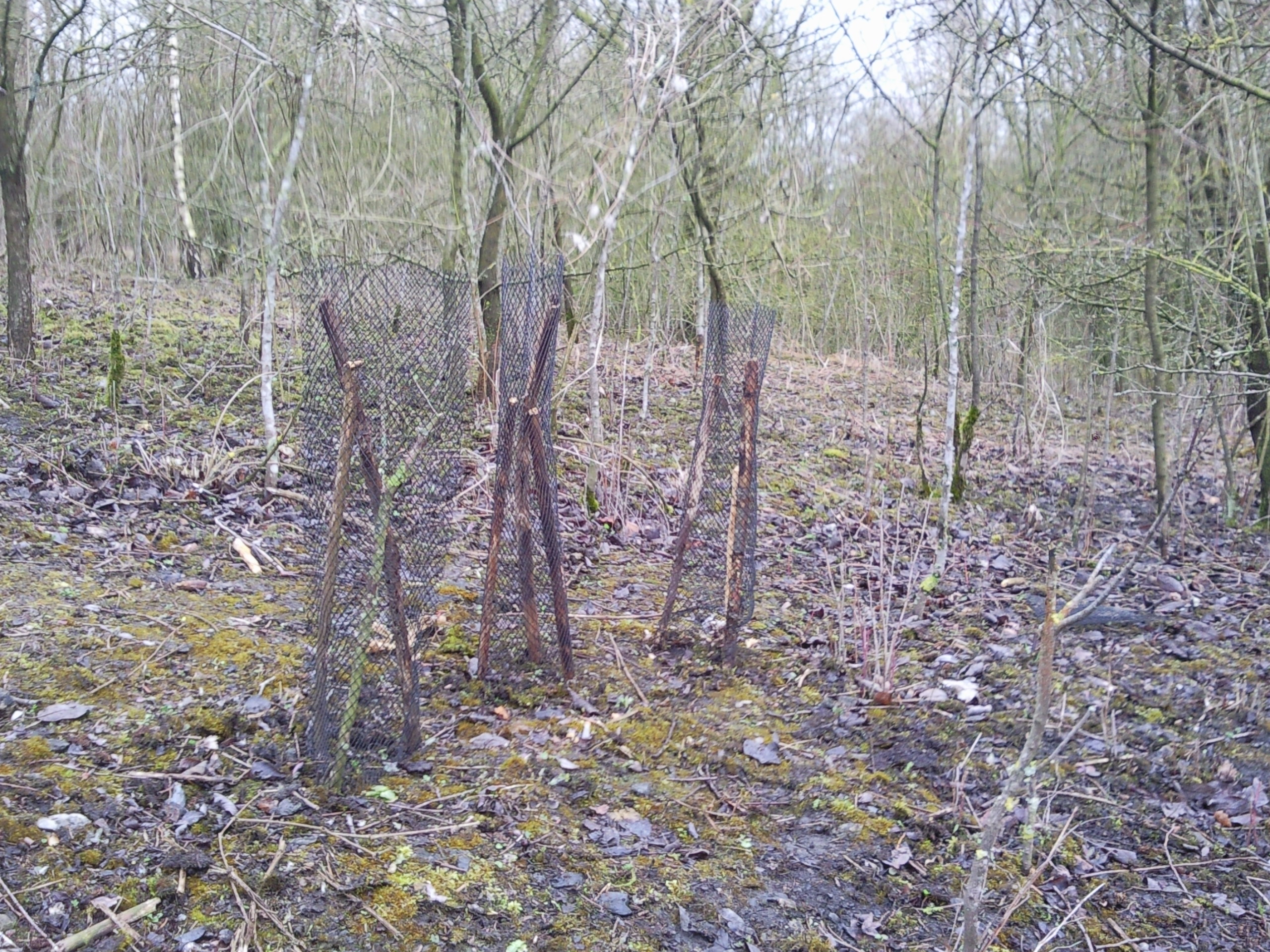
Dispositif de protection des plantules d'Aceras homme-pendu.

De 2007 à 2012, le nombre de pieds de Pyrole à feuilles rondes a cru de 50 %. À l'opposé, les effectifs d'Homme-pendu ont connu une chute soudaine et continue. Si 27 pieds étaient comptés en 2003, l'effectif atteignait un pic de 240 individus fleuris en 2006 grâce à l'arrachage de la Calamagrostide commune, avant de s'effondrer à 13 pieds en 2012 et ce, malgré la poursuite de la gestion. L'observation de plantules rongées permet de supposer une consommation des feuilles par un herbivore. Une protection contre les rongeurs a donc été mise en place en 2013 et sera évaluée dès la floraison.
171 espèces végétales sont inventoriées sur le site. Au vu de sa taille et de la pauvreté du sol, cette diversité est remarquable. La gestion effectuée dans la carrière des Nerviens ces dernières années a donc été indispensable au maintien des milieux ouverts, qui sont les plus menacés par la dynamique naturelle de végétation. Ainsi, les différentes strates de végétation (boisements pionniers et matures, zones buissonnantes, zones ouvertes) permettent-elles une richesse en écosystèmes, et donc en espèces remarquables.

#### Amélioration de la connaissance floristique et faunistique du site
Outre le suivi des plantes patrimoniales inscrit dans le plan de gestion réalisé par le CPIE Bocage de l'Avesnois, d'autres inventaires sont réalisés par des partenaires : chiroptères par la Coordination mammalogique du Nord de la France, champignons par la Société mycologique du Nord de la France. Un inventaire complémentaire des orthoptères est en cours. Trois nouvelles espèces animales ont été répertoriées en 2013: le Faisan de Colchide, le Tarin des aulnes et le Lézard des murailles. Quatorze plantes ont également été ajoutées, parmi lesquelles une classée « assez rare » dans le Nord-Pas-de-Calais (le Marronnier d'Inde), une classée « rare » (le Pin noir d'Autriche) et quatre réglementées par arrêté préfectoral temporaire ou permanent (le Muguet, la Jonquille, la Jacinthe des bois et l’If commun, ce dernier étant aussi classé « rare »).

#### Pédagogie, interprétation et valorisation du patrimoine local

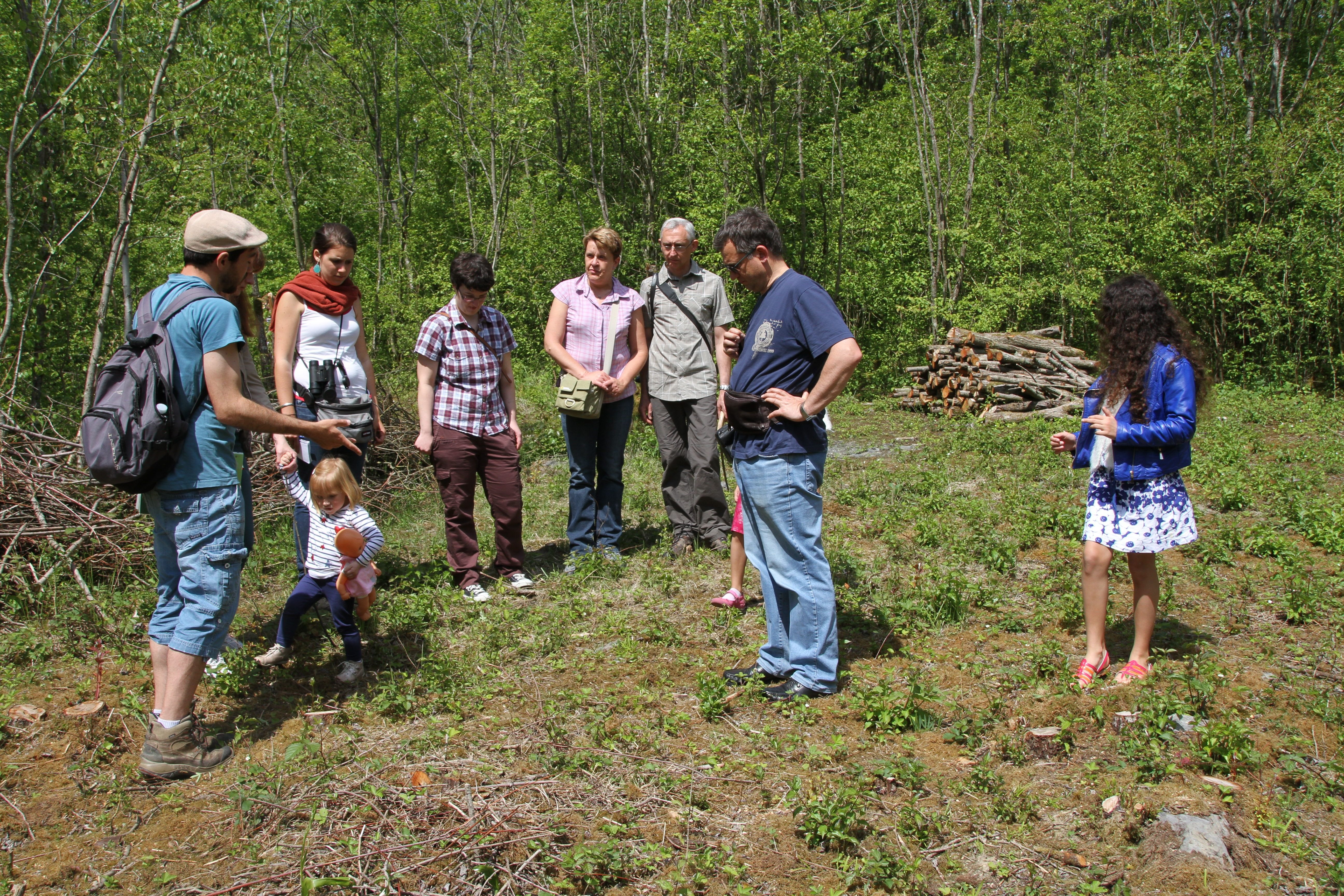
Sortie guidée à la réserve naturelle régionale de la Carrière des Nerviens organisée dans le cadre de la Fête de la Nature.

Des sorties guidées et des chantiers participatifs sont organisés régulièrement avec le grand public ou les lycées agricoles de l'Avesnois, notamment pour gérer les invasives. L'interprétation du patrimoine du site doit encore être finalisée.

### Nouvelles perspectives
Un micro-projet Interreg, validé en février 2012, a permis des échanges méthodologiques quant à la gestion de réserves avec les deux associations belges Natagora et Réserves Naturelles Ornithologiques de Belgique.
Un nouveau plan de gestion 2014-2019 est en cours de réflexion.

### Études spécifiques au site
: document utilisé comme source pour la rédaction de cet article.

Les documents suivant peuvent être consultés auprès du gestionnaire, le CPIE Bocage de l'Avesnois.
- CPIE Bocage de l'Avesnois, Plan de gestion 2007-2012 de la réserve naturelle régionale de la carrière des Nerviens, Gussignies, CPIE Bocage de l'Avesnois, 2007, 141 p..
- Safia Haouat, Proposition d'évaluation du plan de gestion 2008-2012 de la Réserve Naturelle Régionale de la carrière des Nerviens dans le cadre du renouvellement de son plan de gestion, Gussignies, CPIE Bocage de l'Avesnois - Université Lille 1, 2013, 107 p..
- Virginie Bissey, Plan de gestion 2003-2007 de la future réserve naturelle régionale de Rametz, Nord Nature Bavaisis, 2003
- Philippe Julve, Étude de la flore et de la végétation de l’ancienne carrière de Rametz : Étude floristique et phytosociologique et évaluation patrimoniale botanique, 2003, 21 p..
- Jean-Michel Lecron, Inventaire des Bryophytes de la Réserve naturelle régionale de la Carrière des Nerviens, Conservatoire Botanique National de Bailleul, 2013
- Christophe Lecuru et Régis Courtecuisse, Rapport d’étude mycologique (inventaire et évaluation patrimoniale) sur le bois d’Encade (Gussignies) et la carrière de Rametz, A.R.U.M. (Association de Recherches Universitaires Multi-disciplinaires), Département de Botanique, 2004

### Autres sources utilisées pour la rédaction de l'article
- Association française pour l'avancement des sciences, Lille et la région du nord en 1909, vol. 2, Lille, imp. l. Danel, 1909, XIII, 1061 (lire en ligne)
- Frédéric Boulvain et Jean-Louis Pingot, Genèse du sous-sol de la Wallonie, Bruxelles, Académie royale de Belgique, 2011, 190 p. (ISBN 978-2-8031-0288-4)
- Bureau de Recherches Géologiques et Minières, Carte géologique à 1/50000 : Le Quesnoy, BRGM, 1972, 19 p. (lire en ligne)
- Bureau de Recherches Géologiques et Minières, « Géologie en Nord-Pas-de-Calais », sur sigesnpc.brgm.fr, 2013 (consulté le 7 août 2013)
- Cités et Paysages, Plan local d'urbanisme de la commune de Bavay, Cités et Paysages, 2011 Document consultable en mairie de Bavay
- Conseil régional du Nord-Pas-de-Calais, « Délibération de création de la réserve », sur inpn.mnhn.fr, 25 mai 2009 (consulté le 29 juillet 2013)
- Catherine Coquelet, Les capitales de cité des provinces de Belgique et de Germanie : étude urbanistique, Louvain, Presses univ. de Louvain, 2011, 366 p. (ISBN 2-87463-268-6, lire en ligne)
- Jules Cornet, « Compte-rendu de la session extraordinaire de la société géologique de Belgique tenue à Mons du 26 au 27 septembre 1899 », Annales de la société géologique de Belgique, vol. 26,‎ 1899, CCCVI+177+41+XXVIII (lire en ligne)
- DGARNE, « BE32025 - Haut-Pays des Honnelles », sur biodiversite.wallonie.be, 8 juin 2010 (consulté le 18 juillet 2013)
- Françoise Duhamel et Emmanuel Catteau, « Inventaire des végétations de la région Nord-Pas-de-Calais. : Partie 1. Analyse synsystématique. Évaluation patrimoniale (influence anthropique, raretés, menaces et statuts). Liste des végétations disparues ou menacées », Bull. Soc. Bot. N. Fr., Centre régional de phytosociologie agréé Conservatoire botanique national de Bailleul, avec la collaboration du collectif phytosociologique interrégional, vol. 63, no 1,‎ 2010, p. 1-83 (lire en ligne)
- GON, SfO et CFR, « Liste rouge régionale – Nord – Pas-de-Calais : Les Odonates du Nord – Pas-de-Calais. Tableaux de synthèse », sur odonates.pnaopie.fr, 2012 (consulté le 10 juillet 2013)
- INPN, « ZNIEFF 310030028 - Château de Rametz (carrière des Nerviens):Habitats », sur inpn.mnhn.fr, 2013 (consulté le 31 juillet 2013)
- INPN, « ZNIEFF 310030028 - Château de Rametz (carrière des Nerviens):Espèces », sur inpn.mnhn.fr, 2013 (consulté le 31 juillet 2013)
- INPN, « ZNIEFF 310030028 - Château de Rametz (carrière des Nerviens):Commentaires », sur inpn.mnhn.fr, 2013 (consulté le 31 juillet 2013)
- Jules Ladrière, « Documents nouveaux pour l'étude du terrain dévonien des environs de Bavay », Annales de la Société géologique du Nord, vol. VII,‎ 5 novembre 1879, p. 1-11 (lire en ligne)
- Jules Ladrière, « Etude géologique sur les tranchées du chemin de fer du Quesnoy à Dour », Annales de la Société géologique du Nord, vol. XIII,‎ 4 mai 1881, p. 135-176 (lire en ligne)
- Jules Ladrière, « Les affleurements du Terrain Dévonien dans les environs de Bavai », Annales de la Société géologique du Nord, vol. XXXIV,‎ septembre 1905, p. 205-264 (lire en ligne)
- Jean-Michel Lecron, Benoît Toussaint (coord. scientif.) et Jean-Christophe Hauguel, Inventaire des Bryophytes du Nord-Pas-de-Calais : statuts, rareté et menace, Centre régional de phytosociologie agréé Conservatoire botanique national de Bailleul, avec la collaboration du Collectif des Bryologues du Nord-Ouest de la France, mai 2013, 1a éd. (lire en ligne)
- MNHN, « Mégaphorbiaires à pétasite hybride », sur inpn.mnhn.fr, 2013 (consulté le 17 août 2013)
- MNHN, « Falaises calcaires planitiaires et collinéennes », sur inpn.mnhn.fr, 2013 (consulté le 17 août 2013)
- Serge Muller (coord.), Plantes invasives en France : État des connaissances et propositions d'actions., Paris, Muséum national d'histoire naturelle, coll. « Patrimoines naturels » (no 62), 2004, 168 p. (ISBN 978-2-85653-570-7)
- Réserves naturelles de France, « Carrière des Nerviens », sur reserves-naturelles.org, 2012 (consulté le 14 mars 2012)
- SOREPA, Plan local d'urbanisme de la commune de Saint-Wasst, SOREPA, 2010 Document consultable en mairie de Saint-Waast
- Vincent Swinnen, « Première collaboration transfrontalière pour notre Régionale ! », Echo des marais, no 79,‎ 2012, p. 12 (lire en ligne)
- Benoît Toussaint (coord.), Inventaire de la flore vasculaire du Nord-Pas-de-Calais (Ptéridophytes et Spermatophytes) : raretés, protections, menaces et statuts., Centre régional de phytosociologie agréé Conservatoire botanique national de Bailleul, avec la collaboration du Collectif botanique du Nord-Pas-de-Calais, décembre 2011, 4b éd., I-XX ; 1-62 (lire en ligne)
- Luc Van Bellingen, « Géologie du Dévonien »(Archive.org • Wikiwix • Archive.is • Google • Que faire ?), sur fossiliraptor.be, 2013 (consulté le 27 juillet 2013)
- Luc Van Bellingen, « Le Famennien », sur fossiliraptor.be, 2013 (consulté le 27 juillet 2013)
- « Chantier nature demain avec le CPIE », La Voix du Nord, 17 septembre 2010 (consulté le 28 juillet 2013)